# За семью печатями (телеигра)
«За семью печатями» — детская телеигра-викторина, неоднократный лауреат и номинант премии ТЭФИ. Первые 11 сезонов выходили в эфир с 5 ноября 2001 по 23 декабря 2011 года на канале «Россия-Культура», изначально — по понедельникам днём, позже по пятницам днём. С 2007 по 2010 год на канале «Бибигон» по субботам выходили повторы выпусков, транслировавшихся в предыдущий день на канале «Культура». С 11 января 2011 по 29 января 2012 года на канале «Карусель» повторялись выпуски 2007—2011 годов. С 16 марта 2012 по 28 июня 2013 года на том же телеканале выходили 12 и 13 сезоны.

## Правила игры
В каждом выпуске программы новый герой — известная историческая личность. На протяжении программы ведущий постепенно в завуалированной форме сообщает игрокам всё новые факты из биографии героя, открывая новые «печати», но не называя его имени. Задача игроков — после семи туров заданий назвать в конце программы имя героя, однако победителем становится игрок, собравший наибольшее количество «печатей». «Печати» присуждаются за правильные ответы на промежуточные вопросы в каждом из семи туров игры. Это вопросы в различных областях знаний, требующие также догадливости. Форма вопросов варьируется в зависимости от личности героя, иногда они задаются в виде сцен театра кукол или теней или в графической форме; подсказками могут служить произведения изобразительного искусства, видеоматериалы и танцевальные номера. Таким образом, игроки и зрители в игровом формате получают новые знания.
В каждой игре трое участников. Если на задания очередного тура ни один из них не даёт ответа, право отвечать передаётся зрителям в студию. Ответивший правильно зритель приносит «печать» игроку, за которого болеет.
Каждый цикл программы, идущий обычно с начала осени до конца весны или начала лета, состоит из отборочных этапов, полуфиналов и финала. Победитель финала получает право поступить без экзаменов в один из престижных московских вузов (в частности, с программой сотрудничали МГУП, РУДН и РГГУ).

## Список выпусков
Список выпусков и участников телеигры «За семью печатями». Жирным шрифтом выделен победитель выпуска. В скобках указано количество собранных игроком печатей.

### Первый сезон (2001—2002)
| Выпуск          | Дата эфира      | Участники       | Участники       | Участники       | Участники       | Участники       | Участники       | Участники       | Участники       | Участники               | Участники               | Участники               | Участники               | Герой расследования                 |
| Отборочные игры | Отборочные игры | Отборочные игры | Отборочные игры | Отборочные игры | Отборочные игры | Отборочные игры | Отборочные игры | Отборочные игры | Отборочные игры | Отборочные игры         | Отборочные игры         | Отборочные игры         | Отборочные игры         | Отборочные игры                     |
| --------------- | --------------- | --------------- | --------------- | --------------- | --------------- | --------------- | --------------- | --------------- | --------------- | ----------------------- | ----------------------- | ----------------------- | ----------------------- | ----------------------------------- |
| 1               | 25 ноября 2001  | …               | …               | …               | …               | …               | …               | …               | …               | …                       | …                       | …                       | …                       | Владимир Даль                       |
| 2               | 9 декабря 2001  | …               | …               | …               | …               | …               | …               | …               | …               | …                       | …                       | …                       | …                       | Александр Грибоедов                 |
| 3               | 23 декабря 2001 | …               | …               | …               | …               | …               | …               | …               | …               | …                       | …                       | …                       | …                       | Карл Фридрих Иероним фон Мюнхгаузен |
| 4               | 6 января 2002   | …               | …               | …               | …               | …               | …               | …               | …               | …                       | …                       | …                       | …                       | Антон Чехов                         |
| 5               | 13 января 2002  | …               | …               | …               | …               | …               | …               | …               | …               | …                       | …                       | …                       | …                       | Антуан де Сент-Экзюпери             |
| 6               | 20 января 2002  | …               | …               | …               | …               | …               | …               | …               | …               | …                       | …                       | …                       | …                       | Константин Станиславский            |
| 7               | 3 февраля 2002  | …               | …               | …               | …               | …               | …               | …               | …               | …                       | …                       | …                       | …                       | Алессандро Калиостро                |
| 8               | 17 февраля 2002 | …               | …               | …               | …               | …               | …               | …               | …               | …                       | …                       | …                       | …                       | Марк Твен                           |
| 9               | 3 марта 2002    | …               | …               | …               | …               | …               | …               | …               | …               | …                       | …                       | …                       | …                       | Александр Дюма (отец)               |
| 10              | 17 марта 2002   | …               | …               | …               | …               | …               | …               | …               | …               | …                       | …                       | …                       | …                       | Николай Гоголь                      |
| 11              | 31 марта 2002   | …               | …               | …               | …               | …               | …               | …               | …               | …                       | …                       | …                       | …                       | Денис Фонвизин                      |
| 12              | 8 апреля 2002   | …               | …               | …               | …               | …               | …               | …               | …               | …                       | …                       | …                       | …                       | Иван Крылов                         |
| 13              | 22 апреля 2002  | …               | …               | …               | …               | …               | …               | …               | …               | …                       | …                       | …                       | …                       | Иван Гончаров                       |
| 14              | 6 мая 2002      | …               | …               | …               | …               | …               | …               | …               | …               | …                       | …                       | …                       | …                       | Самуил Маршак                       |
| 15              | 20 мая 2002     | …               | …               | …               | …               | …               | …               | …               | …               | …                       | …                       | …                       | …                       | Мольер                              |
| 16              | 3 июня 2002     | …               | …               | …               | …               | …               | …               | …               | …               | …                       | …                       | …                       | …                       | Василий Суриков                     |
| Финал           |                 |                 |                 |                 |                 |                 |                 |                 |                 |                         |                         |                         |                         |                                     |
| 17              | 17 июня 2002    | …               | …               | …               | …               | …               | …               | …               | …               | Анастасия Дмитриева (?) | Анастасия Дмитриева (?) | Анастасия Дмитриева (?) | Анастасия Дмитриева (?) | Виктор Гюго                         |

### Второй сезон (2002—2003)
| Выпуск          | Дата эфира       | Участники           | Участники           | Участники           | Участники           | Участники              | Участники              | Участники              | Участники              | Участники          | Участники          | Участники          | Участники          | Герой расследования         |
| Отборочные игры | Отборочные игры  | Отборочные игры     | Отборочные игры     | Отборочные игры     | Отборочные игры     | Отборочные игры        | Отборочные игры        | Отборочные игры        | Отборочные игры        | Отборочные игры    | Отборочные игры    | Отборочные игры    | Отборочные игры    | Отборочные игры             |
| --------------- | ---------------- | ------------------- | ------------------- | ------------------- | ------------------- | ---------------------- | ---------------------- | ---------------------- | ---------------------- | ------------------ | ------------------ | ------------------ | ------------------ | --------------------------- |
| 1 (18)          | 30 сентября 2002 | …                   | …                   | …                   | …                   | …                      | …                      | …                      | …                      | …                  | …                  | …                  | …                  | Михаил Кутузов              |
| 2 (19)          | 7 октября 2002   | …                   | …                   | …                   | …                   | …                      | …                      | …                      | …                      | …                  | …                  | …                  | …                  | Михаил Лермонтов            |
| 3 (20)          | 14 октября 2002  | …                   | …                   | …                   | …                   | …                      | …                      | …                      | …                      | …                  | …                  | …                  | …                  | Владимир Святославович      |
| 4 (21)          | 21 октября 2002  | …                   | …                   | …                   | …                   | …                      | …                      | …                      | …                      | …                  | …                  | …                  | …                  | Николай I                   |
| 5 (22)          | 4 ноября 2002    | …                   | …                   | …                   | …                   | …                      | …                      | …                      | …                      | …                  | …                  | …                  | …                  | Ханс Кристиан Андерсен      |
| 6 (23)          | 11 ноября 2002   | …                   | …                   | …                   | …                   | …                      | …                      | …                      | …                      | …                  | …                  | …                  | …                  | Сергий Радонежский          |
| 7 (24)          | 18 ноября 2002   | …                   | …                   | …                   | …                   | …                      | …                      | …                      | …                      | …                  | …                  | …                  | …                  | Александр Пушкин            |
| 8 (25)          | 25 ноября 2002   | …                   | …                   | …                   | …                   | …                      | …                      | …                      | …                      | …                  | …                  | …                  | …                  | Михаил Булгаков             |
| 9 (26)          | 2 декабря 2002   | …                   | …                   | …                   | …                   | …                      | …                      | …                      | …                      | …                  | …                  | …                  | …                  | Жорж Сименон                |
| 10 (27)         | 9 декабря 2002   | …                   | …                   | …                   | …                   | …                      | …                      | …                      | …                      | …                  | …                  | …                  | …                  | Михаил Светлов              |
| 11 (28)         | 16 декабря 2002  | …                   | …                   | …                   | …                   | …                      | …                      | …                      | …                      | …                  | …                  | …                  | …                  | Уильям Шекспир              |
| 12 (29)         | 23 декабря 2002  | …                   | …                   | …                   | …                   | …                      | …                      | …                      | …                      | …                  | …                  | …                  | …                  | Эзоп                        |
| 13 (30)         | 30 декабря 2002  | …                   | …                   | …                   | …                   | …                      | …                      | …                      | …                      | …                  | …                  | …                  | …                  | Владимир Маяковский         |
| 14 (31)         | 13 января 2003   | …                   | …                   | …                   | …                   | …                      | …                      | …                      | …                      | …                  | …                  | …                  | …                  | Пьер Бомарше                |
| 15 (32)         | 20 января 2003   | …                   | …                   | …                   | …                   | …                      | …                      | …                      | …                      | …                  | …                  | …                  | …                  | Чарли Чаплин                |
| 16 (33)         | 27 января 2003   | …                   | …                   | …                   | …                   | …                      | …                      | …                      | …                      | …                  | …                  | …                  | …                  | Томас Эдисон                |
| 17 (34)         | 3 февраля 2003   | …                   | …                   | …                   | …                   | …                      | …                      | …                      | …                      | …                  | …                  | …                  | …                  | Орест Кипренский            |
| 18 (35)         | 10 февраля 2003  | …                   | …                   | …                   | …                   | …                      | …                      | …                      | …                      | …                  | …                  | …                  | …                  | Савва Мамонтов              |
| 19 (36)         | 17 февраля 2003  | Алина Тугушева (6)  | Алина Тугушева (6)  | Алина Тугушева (6)  | Алина Тугушева (6)  | …                      | …                      | …                      | …                      | …                  | …                  | …                  | …                  | Уолт Дисней                 |
| 20 (37)         | 3 марта 2003     | …                   | …                   | …                   | …                   | …                      | …                      | …                      | …                      | …                  | …                  | …                  | …                  | Александр Островский        |
| 21 (38)         | 17 марта 2003    | …                   | …                   | …                   | …                   | …                      | …                      | …                      | …                      | …                  | …                  | …                  | …                  | Денис Давыдов               |
| 22 (39)         | 24 марта 2003    | …                   | …                   | …                   | …                   | …                      | …                      | …                      | …                      | …                  | …                  | …                  | …                  | Оноре де Бальзак            |
| 23 (40)         | 31 марта 2003    | …                   | …                   | …                   | …                   | …                      | …                      | …                      | …                      | …                  | …                  | …                  | …                  | Альберт Эйнштейн            |
| 24 (41)         | 7 апреля 2003    | Ирина Нижинская (4) | Ирина Нижинская (4) | Ирина Нижинская (4) | Ирина Нижинская (4) | …                      | …                      | …                      | …                      | …                  | …                  | …                  | …                  | Александр Блок              |
| 25 (42)         | 14 апреля 2003   | …                   | …                   | …                   | …                   | …                      | …                      | …                      | …                      | …                  | …                  | …                  | …                  | Сергей Волконский           |
| 26 (43)         | 21 апреля 2003   | Лана Высоцкая (5)   | Лана Высоцкая (5)   | Лана Высоцкая (5)   | Лана Высоцкая (5)   | …                      | …                      | …                      | …                      | …                  | …                  | …                  | …                  | Святослав Игоревич          |
| 27 (44)         | 28 апреля 2003   | Ксения Чудинова (5) | Ксения Чудинова (5) | Ксения Чудинова (5) | Ксения Чудинова (5) | Иван Васильковский (2) | Иван Васильковский (2) | Иван Васильковский (2) | Иван Васильковский (2) | Нина Ромашкова (5) | Нина Ромашкова (5) | Нина Ромашкова (5) | Нина Ромашкова (5) | Фёдор Шаляпин               |
| Четвертьфиналы  |                  |                     |                     |                     |                     |                        |                        |                        |                        |                    |                    |                    |                    |                             |
| 28 (45)         | 5 мая 2003       | …                   | …                   | …                   | …                   | …                      | …                      | …                      | …                      | …                  | …                  | …                  | …                  | Джордж Гордон Байрон        |
| 29 (46)         | 12 мая 2003      | …                   | …                   | …                   | …                   | …                      | …                      | …                      | …                      | …                  | …                  | …                  | …                  | Сальвадор Дали              |
| 30 (47)         | 19 мая 2003      | Ирина Нижинская (2) | Ирина Нижинская (2) | Ирина Нижинская (2) | Ирина Нижинская (2) | Лана Высоцкая (4)      | Лана Высоцкая (4)      | Лана Высоцкая (4)      | Лана Высоцкая (4)      | Алина Тугушева (5) | Алина Тугушева (5) | Алина Тугушева (5) | Алина Тугушева (5) | Екатерина II                |
| 31 (48)         | 26 мая 2003      | …                   | …                   | …                   | …                   | …                      | …                      | …                      | …                      | …                  | …                  | …                  | …                  | Дмитрий Менделеев           |
| 32 (49)         | 2 июня 2003      | …                   | …                   | …                   | …                   | …                      | …                      | …                      | …                      | …                  | …                  | …                  | …                  | Блез Паскаль                |
| 33 (50)         | 9 июня 2003      | …                   | …                   | …                   | …                   | …                      | …                      | …                      | …                      | …                  | …                  | …                  | …                  | Огюст Монферран             |
| 34 (51)         | 16 июня 2003     | …                   | …                   | …                   | …                   | …                      | …                      | …                      | …                      | …                  | …                  | …                  | …                  | Иван IV Грозный             |
| 35 (52)         | 23 июня 2003     | …                   | …                   | …                   | …                   | …                      | …                      | …                      | …                      | …                  | …                  | …                  | …                  | Арман Жан дю Плесси Ришельё |
| 36 (53)         | 30 июня 2003     | …                   | …                   | …                   | …                   | …                      | …                      | …                      | …                      | …                  | …                  | …                  | …                  | Мария-Антуанетта            |
| Полуфиналы      |                  |                     |                     |                     |                     |                        |                        |                        |                        |                    |                    |                    |                    |                             |
| 37 (54)         | 7 июля 2003      | …                   | …                   | …                   | …                   | …                      | …                      | …                      | …                      | …                  | …                  | …                  | …                  | Михаил Барклай-де-Толли     |
| 38 (55)         | 14 июля 2003     | …                   | …                   | …                   | …                   | …                      | …                      | …                      | …                      | …                  | …                  | …                  | …                  | Огюст Роден                 |
| 39 (56)         | 21 июля 2003     | …                   | …                   | …                   | …                   | …                      | …                      | …                      | …                      | …                  | …                  | …                  | …                  | Пьер де Кубертен            |
| Финал           |                  |                     |                     |                     |                     |                        |                        |                        |                        |                    |                    |                    |                    |                             |
| 40 (57)         | 28 июля 2003     | Мария Бирюкова      | Мария Бирюкова      | Мария Бирюкова      | Мария Бирюкова      | Алексей Беликов        | Алексей Беликов        | Алексей Беликов        | Алексей Беликов        | Виталий Редькин    | Виталий Редькин    | Виталий Редькин    | Виталий Редькин    | Мариус Петипа               |
| 40 (57)         | 28 июля 2003     | Борис Бердинских    | Борис Бердинских    | Борис Бердинских    | Борис Бердинских    | Алина Тугушева         | Алина Тугушева         | Алина Тугушева         | Алина Тугушева         | Кирилл Лужин       | Кирилл Лужин       | Кирилл Лужин       | Кирилл Лужин       | Мариус Петипа               |

Вне конкурса Мария Бирюкова, Алексей Беликов, Виталий Редькин и Борис Бердинских поступают в Российский государственный гуманитарный университет. На стажировку во Францию отправляются Максим Минин, Ксения Чудинова, Нина Ромашкова, Владимир Агамов и Евгения Лобацеева.

### Третий сезон (2003—2004)
| Выпуск                     | Дата эфира                 | Участники                  | Участники                  | Участники                  | Участники                  | Участники                  | Участники                  | Участники                  | Участники                  | Участники                  | Участники                  | Участники                  | Участники                  | Герой расследования        |
| Первый цикл отборочных игр | Первый цикл отборочных игр | Первый цикл отборочных игр | Первый цикл отборочных игр | Первый цикл отборочных игр | Первый цикл отборочных игр | Первый цикл отборочных игр | Первый цикл отборочных игр | Первый цикл отборочных игр | Первый цикл отборочных игр | Первый цикл отборочных игр | Первый цикл отборочных игр | Первый цикл отборочных игр | Первый цикл отборочных игр | Первый цикл отборочных игр |
| -------------------------- | -------------------------- | -------------------------- | -------------------------- | -------------------------- | -------------------------- | -------------------------- | -------------------------- | -------------------------- | -------------------------- | -------------------------- | -------------------------- | -------------------------- | -------------------------- | -------------------------- |
| 1 (58)                     | 29 сентября 2003           | …                          | …                          | …                          | …                          | …                          | …                          | …                          | …                          | …                          | …                          | …                          | …                          | Владимир Мономах           |
| 2 (59)                     | 6 октября 2003             | …                          | …                          | …                          | …                          | …                          | …                          | …                          | …                          | …                          | …                          | …                          | …                          | Чарльз Диккенс             |
| 3 (60)                     | 13 октября 2003            | …                          | …                          | …                          | …                          | …                          | …                          | …                          | …                          | …                          | …                          | …                          | …                          | Илья Репин                 |
| 4 (61)                     | 20 октября 2003            | …                          | …                          | …                          | …                          | …                          | …                          | …                          | …                          | …                          | …                          | …                          | …                          | Мигель де Сервантес        |
| 5 (62)                     | 27 октября 2003            | …                          | …                          | …                          | …                          | …                          | …                          | …                          | …                          | …                          | …                          | …                          | …                          | Павел Пестель              |
| 6 (63)                     | 3 ноября 2003              | …                          | …                          | …                          | …                          | …                          | …                          | …                          | …                          | …                          | …                          | …                          | …                          | Фёдор Достоевский          |
| 7 (64)                     | 10 ноября 2003             | Карина Калина (2)          | Карина Калина (2)          | Карина Калина (2)          | Карина Калина (2)          | Антон Буланков (2)         | Антон Буланков (2)         | Антон Буланков (2)         | Антон Буланков (2)         | Елена Котелевская (4)      | Елена Котелевская (4)      | Елена Котелевская (4)      | Елена Котелевская (4)      | Михаил Зощенко             |
| 8 (65)                     | 17 ноября 2003             | …                          | …                          | …                          | …                          | …                          | …                          | …                          | …                          | …                          | …                          | …                          | …                          | Ликург                     |
| 9 (66)                     | 24 ноября 2003             | …                          | …                          | …                          | …                          | …                          | …                          | …                          | …                          | …                          | …                          | …                          | …                          | Корней Чуковский           |
| 10 (67)                    | 1 декабря 2003             | …                          | …                          | …                          | …                          | …                          | …                          | …                          | …                          | …                          | …                          | …                          | …                          | Тутмос I                   |
| 11 (68)                    | 8 декабря 2003             | …                          | …                          | …                          | …                          | …                          | …                          | …                          | …                          | …                          | …                          | …                          | …                          | Евгений Шварц              |
| 12 (69)                    | 15 декабря 2003            | …                          | …                          | …                          | …                          | …                          | …                          | …                          | …                          | …                          | …                          | …                          | …                          | Христофор Колумб           |
| Второй цикл отборочных игр |                            |                            |                            |                            |                            |                            |                            |                            |                            |                            |                            |                            |                            |                            |
| 13 (70)                    | 22 декабря 2003            | …                          | …                          | …                          | …                          | …                          | …                          | …                          | …                          | …                          | …                          | …                          | …                          | Иван Тургенев              |
| 14 (71)                    | 29 декабря 2003            | …                          | …                          | …                          | …                          | …                          | …                          | …                          | …                          | …                          | …                          | …                          | …                          | Эжен Делакруа              |
| 15 (72)                    | 5 января 2004              | …                          | …                          | …                          | …                          | …                          | …                          | …                          | …                          | …                          | …                          | …                          | …                          | Пётр I                     |
| 16 (73)                    | 12 января 2004             | …                          | …                          | …                          | …                          | …                          | …                          | …                          | …                          | …                          | …                          | …                          | …                          | Альфред Нобель             |
| 17 (74)                    | 19 января 2004             | …                          | …                          | …                          | …                          | …                          | …                          | …                          | …                          | …                          | …                          | …                          | …                          | Михаил Глинка              |
| 18 (75)                    | 26 января 2004             | …                          | …                          | …                          | …                          | …                          | …                          | …                          | …                          | …                          | …                          | …                          | …                          | Бернард Шоу                |
| 19 (76)                    | 2 февраля 2004             | …                          | …                          | …                          | …                          | …                          | …                          | …                          | …                          | …                          | …                          | …                          | …                          | Максимилиан Робеспьер      |
| 20 (77)                    | 9 февраля 2004             | …                          | …                          | …                          | …                          | …                          | …                          | …                          | …                          | …                          | …                          | …                          | …                          | Екатерина Дашкова          |
| 21 (78)                    | 16 февраля 2004            | …                          | …                          | …                          | …                          | …                          | …                          | …                          | …                          | …                          | …                          | …                          | …                          | Иоганн Вольфганг фон Гёте  |
| 22 (79)                    | 1 марта 2004               | …                          | …                          | …                          | …                          | …                          | …                          | …                          | …                          | …                          | …                          | …                          | …                          | Николай Лесков             |
| 23 (80)                    | 15 марта 2004              | …                          | …                          | …                          | …                          | …                          | …                          | …                          | …                          | …                          | …                          | …                          | …                          | Ги де Мопассан             |
| 24 (81)                    | 22 марта 2004              | …                          | …                          | …                          | …                          | …                          | …                          | …                          | …                          | …                          | …                          | …                          | …                          | Андрей Боголюбский         |
| Четвертьфиналы             |                            |                            |                            |                            |                            |                            |                            |                            |                            |                            |                            |                            |                            |                            |
| 25 (82)                    | 29 марта 2004              | …                          | …                          | …                          | …                          | …                          | …                          | …                          | …                          | …                          | …                          | …                          | …                          | Сергей Рахманинов          |
| 26 (83)                    | 5 апреля 2004              | …                          | …                          | …                          | …                          | …                          | …                          | …                          | …                          | …                          | …                          | …                          | …                          | Шарль де Голль             |
| 27 (84)                    | 12 апреля 2004             | Пётр Кондрашов (3)         | Пётр Кондрашов (3)         | Пётр Кондрашов (3)         | Пётр Кондрашов (3)         | Мария Орлова (4)           | Мария Орлова (4)           | Мария Орлова (4)           | Мария Орлова (4)           | Равиль Бубинов (4)         | Равиль Бубинов (4)         | Равиль Бубинов (4)         | Равиль Бубинов (4)         | Василий Жуковский          |
| 28 (85)                    | 19 апреля 2004             | Ольга Умеренкова           | Ольга Умеренкова           | Ольга Умеренкова           | Ольга Умеренкова           | Александр Обруч            | Александр Обруч            | Александр Обруч            | Александр Обруч            | Татьяна Пешева             | Татьяна Пешева             | Татьяна Пешева             | Татьяна Пешева             | Иван Калита                |
| 29 (86)                    | 26 апреля 2004             | …                          | …                          | …                          | …                          | …                          | …                          | …                          | …                          | …                          | …                          | …                          | …                          | Пифагор                    |
| 30 (87)                    | 17 мая 2004                | …                          | …                          | …                          | …                          | …                          | …                          | …                          | …                          | …                          | …                          | …                          | …                          | Михаил Шолохов             |
| 31 (88)                    | 24 мая 2004                | …                          | …                          | …                          | …                          | …                          | …                          | …                          | …                          | …                          | …                          | …                          | …                          | Жанна д’Арк                |
| 32 (89)                    | 31 мая 2004                | …                          | …                          | …                          | …                          | …                          | …                          | …                          | …                          | …                          | …                          | …                          | …                          | А. К. Толстой              |
| Полуфиналы                 |                            |                            |                            |                            |                            |                            |                            |                            |                            |                            |                            |                            |                            |                            |
| 33 (90)                    | 7 июня 2004                | …                          | …                          | …                          | …                          | …                          | …                          | …                          | …                          | …                          | …                          | …                          | …                          | Вольтер                    |
| 34 (91)                    | 21 июня 2004               | …                          | …                          | …                          | …                          | …                          | …                          | …                          | …                          | …                          | …                          | …                          | …                          | Жорж Санд                  |
| 35 (92)                    | 28 июня 2004               | …                          | …                          | …                          | …                          | …                          | …                          | …                          | …                          | …                          | …                          | …                          | …                          | Анри Матисс                |
| Финал                      |                            |                            |                            |                            |                            |                            |                            |                            |                            |                            |                            |                            |                            |                            |
| 36 (93)                    | 3 июля 2004                | …                          | …                          | …                          | …                          | …                          | …                          | …                          | …                          | …                          | …                          | …                          | …                          | Михаил Ломоносов           |

### Четвёртый сезон (2004—2005)
| Выпуск                     | Дата эфира                 | Участники                  | Участники                  | Участники                  | Участники                  | Участники                  | Участники                  | Участники                  | Участники                  | Участники                  | Участники                  | Участники                  | Участники                  | Герой расследования             |
| Первый цикл отборочных игр | Первый цикл отборочных игр | Первый цикл отборочных игр | Первый цикл отборочных игр | Первый цикл отборочных игр | Первый цикл отборочных игр | Первый цикл отборочных игр | Первый цикл отборочных игр | Первый цикл отборочных игр | Первый цикл отборочных игр | Первый цикл отборочных игр | Первый цикл отборочных игр | Первый цикл отборочных игр | Первый цикл отборочных игр | Первый цикл отборочных игр      |
| -------------------------- | -------------------------- | -------------------------- | -------------------------- | -------------------------- | -------------------------- | -------------------------- | -------------------------- | -------------------------- | -------------------------- | -------------------------- | -------------------------- | -------------------------- | -------------------------- | ------------------------------- |
| 1 (94)                     | 27 сентября 2004           | …                          | …                          | …                          | …                          | …                          | …                          | …                          | …                          | …                          | …                          | …                          | …                          | …                               |
| 2 (95)                     | 4 октября 2004             | …                          | …                          | …                          | …                          | …                          | …                          | …                          | …                          | …                          | …                          | …                          | …                          | …                               |
| 3 (96)                     | 11 октября 2004            | …                          | …                          | …                          | …                          | …                          | …                          | …                          | …                          | …                          | …                          | …                          | …                          | …                               |
| 4 (97)                     | 18 октября 2004            | …                          | …                          | …                          | …                          | …                          | …                          | …                          | …                          | …                          | …                          | …                          | …                          | …                               |
| 5 (98)                     | 25 октября 2004            | Екатерина Панкратова (3)   | Екатерина Панкратова (3)   | Екатерина Панкратова (3)   | Екатерина Панкратова (3)   | Елизавета Титова (2)       | Елизавета Титова (2)       | Елизавета Титова (2)       | Елизавета Титова (2)       | Екатерина Евтихиева (2)    | Екатерина Евтихиева (2)    | Екатерина Евтихиева (2)    | Екатерина Евтихиева (2)    | Шарль Морис де Талейран-Перигор |
| 6 (99)                     | 1 ноября 2004              | …                          | …                          | …                          | …                          | …                          | …                          | …                          | …                          | …                          | …                          | …                          | …                          | …                               |
| 7 (100)                    | 15 ноября 2004             | …                          | …                          | …                          | …                          | …                          | …                          | …                          | …                          | …                          | …                          | …                          | …                          | …                               |
| 8 (101)                    | 22 ноября 2004             | …                          | …                          | …                          | …                          | …                          | …                          | …                          | …                          | …                          | …                          | …                          | …                          | …                               |
| 9 (102)                    | 29 ноября 2004             | …                          | …                          | …                          | …                          | …                          | …                          | …                          | …                          | …                          | …                          | …                          | …                          | …                               |
| 10 (103)                   | 6 декабря 2004             | …                          | …                          | …                          | …                          | …                          | …                          | …                          | …                          | …                          | …                          | …                          | …                          | …                               |
| 11 (104)                   | 20 декабря 2004            | …                          | …                          | …                          | …                          | …                          | …                          | …                          | …                          | …                          | …                          | …                          | …                          | …                               |
| 12 (105)                   | 27 декабря 2004            | …                          | …                          | …                          | …                          | …                          | …                          | …                          | …                          | …                          | …                          | …                          | …                          | …                               |
| Второй цикл отборочных игр |                            |                            |                            |                            |                            |                            |                            |                            |                            |                            |                            |                            |                            |                                 |
| 13 (106)                   | 17 января 2005             | …                          | …                          | …                          | …                          | …                          | …                          | …                          | …                          | …                          | …                          | …                          | …                          | …                               |
| 14 (107)                   | 24 января 2005             | …                          | …                          | …                          | …                          | …                          | …                          | …                          | …                          | …                          | …                          | …                          | …                          | …                               |
| 15 (108)                   | 31 января 2005             | …                          | …                          | …                          | …                          | …                          | …                          | …                          | …                          | …                          | …                          | …                          | …                          | …                               |
| 16 (109)                   | 7 февраля 2005             | …                          | …                          | …                          | …                          | …                          | …                          | …                          | …                          | …                          | …                          | …                          | …                          | …                               |
| 17 (110)                   | 14 февраля 2005            | …                          | …                          | …                          | …                          | …                          | …                          | …                          | …                          | …                          | …                          | …                          | …                          | …                               |
| 18 (111)                   | 21 февраля 2005            | …                          | …                          | …                          | …                          | …                          | …                          | …                          | …                          | …                          | …                          | …                          | …                          | …                               |
| 19 (112)                   | 28 февраля 2005            | …                          | …                          | …                          | …                          | …                          | …                          | …                          | …                          | …                          | …                          | …                          | …                          | …                               |
| 20 (113)                   | 14 марта 2005              | …                          | …                          | …                          | …                          | …                          | …                          | …                          | …                          | …                          | …                          | …                          | …                          | …                               |
| 21 (114)                   | 21 марта 2005              | …                          | …                          | …                          | …                          | …                          | …                          | …                          | …                          | …                          | …                          | …                          | …                          | …                               |
| 22 (115)                   | 28 марта 2005              | …                          | …                          | …                          | …                          | …                          | …                          | …                          | …                          | …                          | …                          | …                          | …                          | …                               |
| 23 (116)                   | 4 апреля 2005              | …                          | …                          | …                          | …                          | …                          | …                          | …                          | …                          | …                          | …                          | …                          | …                          | …                               |
| Четвертьфиналы             |                            |                            |                            |                            |                            |                            |                            |                            |                            |                            |                            |                            |                            |                                 |
| 24 (117)                   | 11 апреля 2005             | …                          | …                          | …                          | …                          | …                          | …                          | …                          | …                          | …                          | …                          | …                          | …                          | …                               |
| 25 (118)                   | 18 апреля 2005             | …                          | …                          | …                          | …                          | …                          | …                          | …                          | …                          | …                          | …                          | …                          | …                          | …                               |
| 26 (119)                   | 25 апреля 2005             | …                          | …                          | …                          | …                          | …                          | …                          | …                          | …                          | …                          | …                          | …                          | …                          | …                               |
| 27 (120)                   | 16 мая 2005                | …                          | …                          | …                          | …                          | …                          | …                          | …                          | …                          | …                          | …                          | …                          | …                          | …                               |
| 28 (121)                   | 23 мая 2005                | …                          | …                          | …                          | …                          | …                          | …                          | …                          | …                          | …                          | …                          | …                          | …                          | …                               |
| 29 (122)                   | 30 мая 2005                | …                          | …                          | …                          | …                          | …                          | …                          | …                          | …                          | …                          | …                          | …                          | …                          | …                               |
| Полуфиналы                 |                            |                            |                            |                            |                            |                            |                            |                            |                            |                            |                            |                            |                            |                                 |
| 30 (123)                   | 6 июня 2005                | …                          | …                          | …                          | …                          | …                          | …                          | …                          | …                          | …                          | …                          | …                          | …                          | …                               |
| 31 (124)                   | 20 июня 2005               | …                          | …                          | …                          | …                          | …                          | …                          | …                          | …                          | …                          | …                          | …                          | …                          | …                               |
| 32 (125)                   | 27 июня 2005               | …                          | …                          | …                          | …                          | …                          | …                          | …                          | …                          | …                          | …                          | …                          | …                          | …                               |
| Финал                      |                            |                            |                            |                            |                            |                            |                            |                            |                            |                            |                            |                            |                            |                                 |
| 33 (126)                   | 4 июля 2005                | …                          | …                          | …                          | …                          | …                          | …                          | …                          | …                          | …                          | …                          | …                          | …                          | …                               |

### Пятый сезон (2005—2006)
| Выпуск                     | Дата эфира                 | Участники                  | Участники                  | Участники                  | Участники                  | Участники                  | Участники                  | Участники                  | Участники                  | Участники                  | Участники                  | Участники                  | Участники                  | Герой расследования        |
| Первый цикл отборочных игр | Первый цикл отборочных игр | Первый цикл отборочных игр | Первый цикл отборочных игр | Первый цикл отборочных игр | Первый цикл отборочных игр | Первый цикл отборочных игр | Первый цикл отборочных игр | Первый цикл отборочных игр | Первый цикл отборочных игр | Первый цикл отборочных игр | Первый цикл отборочных игр | Первый цикл отборочных игр | Первый цикл отборочных игр | Первый цикл отборочных игр |
| -------------------------- | -------------------------- | -------------------------- | -------------------------- | -------------------------- | -------------------------- | -------------------------- | -------------------------- | -------------------------- | -------------------------- | -------------------------- | -------------------------- | -------------------------- | -------------------------- | -------------------------- |
| 1 (127)                    | 26 сентября 2005           | Анастасия Алексеева (1)    | Анастасия Алексеева (1)    | Анастасия Алексеева (1)    | Анастасия Алексеева (1)    | Антон Линьков (6)          | Антон Линьков (6)          | Антон Линьков (6)          | Антон Линьков (6)          | Алиса Старобина (0)        | Алиса Старобина (0)        | Алиса Старобина (0)        | Алиса Старобина (0)        | Сергей Есенин              |
| 2 (128)                    | 3 октября 2005             | …                          | …                          | …                          | …                          | …                          | …                          | …                          | …                          | …                          | …                          | …                          | …                          | …                          |
| 3 (129)                    | 10 октября 2005            | …                          | …                          | …                          | …                          | …                          | …                          | …                          | …                          | …                          | …                          | …                          | …                          | …                          |
| 4 (130)                    | 17 октября 2005            | …                          | …                          | …                          | …                          | …                          | …                          | …                          | …                          | …                          | …                          | …                          | …                          | …                          |
| 5 (131)                    | 24 октября 2005            | …                          | …                          | …                          | …                          | …                          | …                          | …                          | …                          | …                          | …                          | …                          | …                          | …                          |
| 6 (132)                    | 31 октября 2005            | …                          | …                          | …                          | …                          | …                          | …                          | …                          | …                          | …                          | …                          | …                          | …                          | …                          |
| 7 (133)                    | 7 ноября 2005              | …                          | …                          | …                          | …                          | …                          | …                          | …                          | …                          | …                          | …                          | …                          | …                          | …                          |
| 8 (134)                    | 14 ноября 2005             | …                          | …                          | …                          | …                          | …                          | …                          | …                          | …                          | …                          | …                          | …                          | …                          | …                          |
| 9 (135)                    | 21 ноября 2005             | …                          | …                          | …                          | …                          | …                          | …                          | …                          | …                          | …                          | …                          | …                          | …                          | …                          |
| 10 (136)                   | 28 ноября 2005             | …                          | …                          | …                          | …                          | …                          | …                          | …                          | …                          | …                          | …                          | …                          | …                          | …                          |
| 11 (137)                   | 5 декабря 2005             | …                          | …                          | …                          | …                          | …                          | …                          | …                          | …                          | …                          | …                          | …                          | …                          | …                          |
| 12 (138)                   | 12 декабря 2005            | …                          | …                          | …                          | …                          | …                          | …                          | …                          | …                          | …                          | …                          | …                          | …                          | …                          |
| Второй цикл отборочных игр |                            |                            |                            |                            |                            |                            |                            |                            |                            |                            |                            |                            |                            |                            |
| 13 (139)                   | 19 декабря 2005            | …                          | …                          | …                          | …                          | …                          | …                          | …                          | …                          | …                          | …                          | …                          | …                          | …                          |
| 14 (140)                   | 26 декабря 2005            | …                          | …                          | …                          | …                          | …                          | …                          | …                          | …                          | …                          | …                          | …                          | …                          | …                          |
| 15 (141)                   | 16 января 2006             | …                          | …                          | …                          | …                          | …                          | …                          | …                          | …                          | …                          | …                          | …                          | …                          | …                          |
| 16 (142)                   | 23 января 2006             | …                          | …                          | …                          | …                          | …                          | …                          | …                          | …                          | …                          | …                          | …                          | …                          | …                          |
| 17 (143)                   | 30 января 2006             | …                          | …                          | …                          | …                          | …                          | …                          | …                          | …                          | …                          | …                          | …                          | …                          | …                          |
| 18 (144)                   | 6 февраля 2006             | …                          | …                          | …                          | …                          | …                          | …                          | …                          | …                          | …                          | …                          | …                          | …                          | …                          |
| 19 (145)                   | 13 февраля 2006            | …                          | …                          | …                          | …                          | …                          | …                          | …                          | …                          | …                          | …                          | …                          | …                          | …                          |
| 20 (146)                   | 20 февраля 2006            | …                          | …                          | …                          | …                          | …                          | …                          | …                          | …                          | …                          | …                          | …                          | …                          | …                          |
| 21 (147)                   | 27 февраля 2006            | …                          | …                          | …                          | …                          | …                          | …                          | …                          | …                          | …                          | …                          | …                          | …                          | …                          |
| 22 (148)                   | 6 марта 2006               | …                          | …                          | …                          | …                          | …                          | …                          | …                          | …                          | …                          | …                          | …                          | …                          | …                          |
| 23 (149)                   | 13 марта 2006              | …                          | …                          | …                          | …                          | …                          | …                          | …                          | …                          | …                          | …                          | …                          | …                          | …                          |
| 24 (150)                   | 20 марта 2006              | …                          | …                          | …                          | …                          | …                          | …                          | …                          | …                          | …                          | …                          | …                          | …                          | …                          |
| Четвертьфиналы             |                            |                            |                            |                            |                            |                            |                            |                            |                            |                            |                            |                            |                            |                            |
| 25 (151)                   | 27 марта 2006              | …                          | …                          | …                          | …                          | …                          | …                          | …                          | …                          | …                          | …                          | …                          | …                          | …                          |
| 26 (152)                   | 3 апреля 2006              | …                          | …                          | …                          | …                          | …                          | …                          | …                          | …                          | …                          | …                          | …                          | …                          | …                          |
| 27 (153)                   | 10 апреля 2006             | …                          | …                          | …                          | …                          | …                          | …                          | …                          | …                          | …                          | …                          | …                          | …                          | …                          |
| 28 (154)                   | 17 апреля 2006             | …                          | …                          | …                          | …                          | …                          | …                          | …                          | …                          | …                          | …                          | …                          | …                          | …                          |
| 29 (155)                   | 24 апреля 2006             | …                          | …                          | …                          | …                          | …                          | …                          | …                          | …                          | …                          | …                          | …                          | …                          | …                          |
| 30 (156)                   | 15 мая 2006                | …                          | …                          | …                          | …                          | …                          | …                          | …                          | …                          | …                          | …                          | …                          | …                          | …                          |
| 31 (157)                   | 22 мая 2006                | …                          | …                          | …                          | …                          | …                          | …                          | …                          | …                          | …                          | …                          | …                          | …                          | …                          |
| 32 (158)                   | 29 мая 2006                | …                          | …                          | …                          | …                          | …                          | …                          | …                          | …                          | …                          | …                          | …                          | …                          | …                          |
| Полуфиналы                 |                            |                            |                            |                            |                            |                            |                            |                            |                            |                            |                            |                            |                            |                            |
| 33 (159)                   | 5 июня 2006                | …                          | …                          | …                          | …                          | …                          | …                          | …                          | …                          | …                          | …                          | …                          | …                          | …                          |
| 34 (160)                   | 19 июня 2006               | …                          | …                          | …                          | …                          | …                          | …                          | …                          | …                          | …                          | …                          | …                          | …                          | …                          |
| 35 (161)                   | 26 июня 2006               | …                          | …                          | …                          | …                          | …                          | …                          | …                          | …                          | …                          | …                          | …                          | …                          | …                          |
| Финал                      |                            |                            |                            |                            |                            |                            |                            |                            |                            |                            |                            |                            |                            |                            |
| 36 (162)                   | 3 июля 2006                | …                          | …                          | …                          | …                          | …                          | …                          | …                          | …                          | …                          | …                          | …                          | …                          | …                          |

### Шестой сезон (2006—2007)
| Выпуск                     | Дата эфира                 | Участники                  | Участники                  | Участники                  | Участники                  | Участники                  | Участники                  | Участники                  | Участники                  | Участники                  | Участники                  | Участники                  | Участники                  | Герой расследования        |
| Первый цикл отборочных игр | Первый цикл отборочных игр | Первый цикл отборочных игр | Первый цикл отборочных игр | Первый цикл отборочных игр | Первый цикл отборочных игр | Первый цикл отборочных игр | Первый цикл отборочных игр | Первый цикл отборочных игр | Первый цикл отборочных игр | Первый цикл отборочных игр | Первый цикл отборочных игр | Первый цикл отборочных игр | Первый цикл отборочных игр | Первый цикл отборочных игр |
| -------------------------- | -------------------------- | -------------------------- | -------------------------- | -------------------------- | -------------------------- | -------------------------- | -------------------------- | -------------------------- | -------------------------- | -------------------------- | -------------------------- | -------------------------- | -------------------------- | -------------------------- |
| 1 (163)                    | 6 октября 2006             | Сусанна Агабабян (0)       | Сусанна Агабабян (0)       | Сусанна Агабабян (0)       | Сусанна Агабабян (0)       | Александр Матюхин (5)      | Александр Матюхин (5)      | Александр Матюхин (5)      | Александр Матюхин (5)      | Наталья Артёмова (6)       | Наталья Артёмова (6)       | Наталья Артёмова (6)       | Наталья Артёмова (6)       | Александр Радищев          |
| 2 (164)                    | 13 октября 2006            | Ольга Литневская (0)       | Ольга Литневская (0)       | Ольга Литневская (0)       | Ольга Литневская (0)       | Екатерина Игнатьева (2)    | Екатерина Игнатьева (2)    | Екатерина Игнатьева (2)    | Екатерина Игнатьева (2)    | Елизавета Рассказова (4)   | Елизавета Рассказова (4)   | Елизавета Рассказова (4)   | Елизавета Рассказова (4)   | Анна Ахматова              |
| 3 (165)                    | 20 октября 2006            | Александра Милякина (2)    | Александра Милякина (2)    | Александра Милякина (2)    | Александра Милякина (2)    | Виктория Некрылова (6)     | Виктория Некрылова (6)     | Виктория Некрылова (6)     | Виктория Некрылова (6)     | Степан Чертов (1)          | Степан Чертов (1)          | Степан Чертов (1)          | Степан Чертов (1)          | Сергей Эйзенштейн          |
| 4 (166)                    | 27 октября 2006            | Дарья Швецова (1)          | Дарья Швецова (1)          | Дарья Швецова (1)          | Дарья Швецова (1)          | Антон Маркин (1)           | Антон Маркин (1)           | Антон Маркин (1)           | Антон Маркин (1)           | Мариам Абдулрахман (5)     | Мариам Абдулрахман (5)     | Мариам Абдулрахман (5)     | Мариам Абдулрахман (5)     | Джузеппе Верди             |
| 5 (167)                    | 3 ноября 2006              | Георгий Дрейер (4)         | Георгий Дрейер (4)         | Георгий Дрейер (4)         | Георгий Дрейер (4)         | Анна Кигай (3)             | Анна Кигай (3)             | Анна Кигай (3)             | Анна Кигай (3)             | Антон Урбанас (3)          | Антон Урбанас (3)          | Антон Урбанас (3)          | Антон Урбанас (3)          | Игорь Сикорский            |
| 6 (168)                    | 10 ноября 2006             | Кристина Сарханянц (4)     | Кристина Сарханянц (4)     | Кристина Сарханянц (4)     | Кристина Сарханянц (4)     | Егор Теренник (3)          | Егор Теренник (3)          | Егор Теренник (3)          | Егор Теренник (3)          | Елена Гольдштейн (4)       | Елена Гольдштейн (4)       | Елена Гольдштейн (4)       | Елена Гольдштейн (4)       | Василий Ключевский         |
| 7 (169)                    | 17 ноября 2006             | Иван Никулин (5)           | Иван Никулин (5)           | Иван Никулин (5)           | Иван Никулин (5)           | Мария Коничева (2)         | Мария Коничева (2)         | Мария Коничева (2)         | Мария Коничева (2)         | Евгений Скареднов (1)      | Евгений Скареднов (1)      | Евгений Скареднов (1)      | Евгений Скареднов (1)      | Генрих Шлиман              |
| 8 (170)                    | 24 ноября 2006             | Екатерина Новикова (6)     | Екатерина Новикова (6)     | Екатерина Новикова (6)     | Екатерина Новикова (6)     | Дмитрий Шестопёров (4)     | Дмитрий Шестопёров (4)     | Дмитрий Шестопёров (4)     | Дмитрий Шестопёров (4)     | Мария Чернова (1)          | Мария Чернова (1)          | Мария Чернова (1)          | Мария Чернова (1)          | Людвиг ван Бетховен        |
| 9 (171)                    | 1 декабря 2006             | Елизавета Кушнир (5)       | Елизавета Кушнир (5)       | Елизавета Кушнир (5)       | Елизавета Кушнир (5)       | Сергей Птенцов (4)         | Сергей Птенцов (4)         | Сергей Птенцов (4)         | Сергей Птенцов (4)         | Станислав Китик (1)        | Станислав Китик (1)        | Станислав Китик (1)        | Станислав Китик (1)        | Спартак                    |
| 10 (172)                   | 8 декабря 2006             | Сергей Румянцев (4)        | Сергей Румянцев (4)        | Сергей Румянцев (4)        | Сергей Румянцев (4)        | Лиана Галиева (2)          | Лиана Галиева (2)          | Лиана Галиева (2)          | Лиана Галиева (2)          | Арсений Акмулин (3)        | Арсений Акмулин (3)        | Арсений Акмулин (3)        | Арсений Акмулин (3)        | Андрей Платонов            |
| 11 (173)                   | 15 декабря 2006            | Валентин Иноземцев (2)     | Валентин Иноземцев (2)     | Валентин Иноземцев (2)     | Валентин Иноземцев (2)     | Ксения Толмачёва (5)       | Ксения Толмачёва (5)       | Ксения Толмачёва (5)       | Ксения Толмачёва (5)       | Алексей Гусев (6)          | Алексей Гусев (6)          | Алексей Гусев (6)          | Алексей Гусев (6)          | Лопе де Вега               |
| 12 (174)                   | 22 декабря 2006            | …                          | …                          | …                          | …                          | …                          | …                          | …                          | …                          | …                          | …                          | …                          | …                          | …                          |
| Второй цикл отборочных игр |                            |                            |                            |                            |                            |                            |                            |                            |                            |                            |                            |                            |                            |                            |
| 13 (175)                   | 29 декабря 2006            | Анна Гориловская (6)       | Анна Гориловская (6)       | Анна Гориловская (6)       | Анна Гориловская (6)       | Тимур Музенитов (6)        | Тимур Музенитов (6)        | Тимур Музенитов (6)        | Тимур Музенитов (6)        | Татьяна Хохрякова (5)      | Татьяна Хохрякова (5)      | Татьяна Хохрякова (5)      | Татьяна Хохрякова (5)      | Гектор Берлиоз             |
| 14 (176)                   | 12 января 2007             | Дарья Панина (3)           | Дарья Панина (3)           | Дарья Панина (3)           | Дарья Панина (3)           | Никита Богомолов (4)       | Никита Богомолов (4)       | Никита Богомолов (4)       | Никита Богомолов (4)       | Анна Щербакова (4)         | Анна Щербакова (4)         | Анна Щербакова (4)         | Анна Щербакова (4)         | Александр Куприн           |
| 15 (177)                   | 19 января 2007             | Екатерина Пименова (3)     | Екатерина Пименова (3)     | Екатерина Пименова (3)     | Екатерина Пименова (3)     | Елизавета Бряндинская (3)  | Елизавета Бряндинская (3)  | Елизавета Бряндинская (3)  | Елизавета Бряндинская (3)  | Мария Кравченко (1)        | Мария Кравченко (1)        | Мария Кравченко (1)        | Мария Кравченко (1)        | Александр Македонский      |
| 16 (178)                   | 26 января 2007             | Алина Швец (6)             | Алина Швец (6)             | Алина Швец (6)             | Алина Швец (6)             | Сергей Лисаков (5)         | Сергей Лисаков (5)         | Сергей Лисаков (5)         | Сергей Лисаков (5)         | Ася Бачелис (7)            | Ася Бачелис (7)            | Ася Бачелис (7)            | Ася Бачелис (7)            | Константин Циолковский     |
| 17 (179)                   | 2 февраля 2007             | Анатолий Макаров (3)       | Анатолий Макаров (3)       | Анатолий Макаров (3)       | Анатолий Макаров (3)       | Диана Тугунова (3)         | Диана Тугунова (3)         | Диана Тугунова (3)         | Диана Тугунова (3)         | Антон Фролкин (4)          | Антон Фролкин (4)          | Антон Фролкин (4)          | Антон Фролкин (4)          | Руаль Амундсен             |
| 18 (180)                   | 9 февраля 2007             | Юлия Глотова (7)           | Юлия Глотова (7)           | Юлия Глотова (7)           | Юлия Глотова (7)           | Дмитрий Лихачёв (0)        | Дмитрий Лихачёв (0)        | Дмитрий Лихачёв (0)        | Дмитрий Лихачёв (0)        | Вера Никольская (3)        | Вера Никольская (3)        | Вера Никольская (3)        | Вера Никольская (3)        | Павел I                    |
| 19 (181)                   | 16 февраля 2007            | Мария Абрамова (6)         | Мария Абрамова (6)         | Мария Абрамова (6)         | Мария Абрамова (6)         | Дмитрий Артёмов (6)        | Дмитрий Артёмов (6)        | Дмитрий Артёмов (6)        | Дмитрий Артёмов (6)        | Кристина Павлова (0)       | Кристина Павлова (0)       | Кристина Павлова (0)       | Кристина Павлова (0)       | Иоганн Себастьян Бах       |
| 20 (182)                   | 2 марта 2007               | Полина Забелина (1)        | Полина Забелина (1)        | Полина Забелина (1)        | Полина Забелина (1)        | Артём Сергеев (4)          | Артём Сергеев (4)          | Артём Сергеев (4)          | Артём Сергеев (4)          | Дарья Яковенко (4)         | Дарья Яковенко (4)         | Дарья Яковенко (4)         | Дарья Яковенко (4)         | Николай Чернышевский       |
| 21 (183)                   | 9 марта 2007               | Мария Малахина (3)         | Мария Малахина (3)         | Мария Малахина (3)         | Мария Малахина (3)         | Александр Денисов (2)      | Александр Денисов (2)      | Александр Денисов (2)      | Александр Денисов (2)      | Елена Юнина (3)            | Елена Юнина (3)            | Елена Юнина (3)            | Елена Юнина (3)            | Олег Вещий                 |
| 22 (184)                   | 16 марта 2007              | Екатерина Медведева (5)    | Екатерина Медведева (5)    | Екатерина Медведева (5)    | Екатерина Медведева (5)    | Андрей Андреичев (5)       | Андрей Андреичев (5)       | Андрей Андреичев (5)       | Андрей Андреичев (5)       | Анна Трубина (2)           | Анна Трубина (2)           | Анна Трубина (2)           | Анна Трубина (2)           | Мария Склодовская-Кюри     |
| 23 (185)                   | 23 марта 2007              | Виталий Картавых (2)       | Виталий Картавых (2)       | Виталий Картавых (2)       | Виталий Картавых (2)       | Софья Фоминская (7)        | Софья Фоминская (7)        | Софья Фоминская (7)        | Софья Фоминская (7)        | Сергей Косарев (5)         | Сергей Косарев (5)         | Сергей Косарев (5)         | Сергей Косарев (5)         | Шарль Перро                |
| 24 (186)                   | 30 марта 2007              | Олеся Чепак (1)            | Олеся Чепак (1)            | Олеся Чепак (1)            | Олеся Чепак (1)            | Ксения Бараковская (6)     | Ксения Бараковская (6)     | Ксения Бараковская (6)     | Ксения Бараковская (6)     | Анастасия Архипова (2)     | Анастасия Архипова (2)     | Анастасия Архипова (2)     | Анастасия Архипова (2)     | Сергей Королёв             |
| Четвертьфиналы             |                            |                            |                            |                            |                            |                            |                            |                            |                            |                            |                            |                            |                            |                            |
| 25 (187)                   | 6 апреля 2007              | Ксения Бараковская (3)     | Ксения Бараковская (3)     | Ксения Бараковская (3)     | Ксения Бараковская (3)     | Никита Богомолов (5)       | Никита Богомолов (5)       | Никита Богомолов (5)       | Никита Богомолов (5)       | Наталья Артёмова (7)       | Наталья Артёмова (7)       | Наталья Артёмова (7)       | Наталья Артёмова (7)       | Карло Гоцци                |
| 26 (188)                   | 13 апреля 2007             | Мария Абрамова (3)         | Мария Абрамова (3)         | Мария Абрамова (3)         | Мария Абрамова (3)         | Дмитрий Артёмов (6)        | Дмитрий Артёмов (6)        | Дмитрий Артёмов (6)        | Дмитрий Артёмов (6)        | Дарья Яковенко (4)         | Дарья Яковенко (4)         | Дарья Яковенко (4)         | Дарья Яковенко (4)         | Модест Мусоргский          |
| 27 (189)                   | 20 апреля 2007             | Ксения Толмачёва (5)       | Ксения Толмачёва (5)       | Ксения Толмачёва (5)       | Ксения Толмачёва (5)       | Андрей Андреичев (3)       | Андрей Андреичев (3)       | Андрей Андреичев (3)       | Андрей Андреичев (3)       | Александр Матюхин (4)      | Александр Матюхин (4)      | Александр Матюхин (4)      | Александр Матюхин (4)      | Игорь Северянин            |
| 28 (190)                   | 27 апреля 2007             | Екатерина Новикова (4)     | Екатерина Новикова (4)     | Екатерина Новикова (4)     | Екатерина Новикова (4)     | Татьяна Хохрякова (1)      | Татьяна Хохрякова (1)      | Татьяна Хохрякова (1)      | Татьяна Хохрякова (1)      | Софья Фоминская (7)        | Софья Фоминская (7)        | Софья Фоминская (7)        | Софья Фоминская (7)        | Софокл                     |
| 29 (191)                   | 4 мая 2007                 | Ася Бачелис (3)            | Ася Бачелис (3)            | Ася Бачелис (3)            | Ася Бачелис (3)            | Алексей Гусев (4)          | Алексей Гусев (4)          | Алексей Гусев (4)          | Алексей Гусев (4)          | Екатерина Медведева (0)    | Екатерина Медведева (0)    | Екатерина Медведева (0)    | Екатерина Медведева (0)    | Елизавета Петровна         |
| 30 (192)                   | 11 мая 2007                | Алина Швец (5)             | Алина Швец (5)             | Алина Швец (5)             | Алина Швец (5)             | Анна Гориловская (6)       | Анна Гориловская (6)       | Анна Гориловская (6)       | Анна Гориловская (6)       | Сергей Косарев (1)         | Сергей Косарев (1)         | Сергей Косарев (1)         | Сергей Косарев (1)         | Фернан Магеллан            |
| 31 (193)                   | 18 мая 2007                | Кристина Сарханянц (2)     | Кристина Сарханянц (2)     | Кристина Сарханянц (2)     | Кристина Сарханянц (2)     | Георгий Дрейер (5)         | Георгий Дрейер (5)         | Георгий Дрейер (5)         | Георгий Дрейер (5)         | Виктория Некрылова (5)     | Виктория Некрылова (5)     | Виктория Некрылова (5)     | Виктория Некрылова (5)     | Елизавета I Тюдор          |
| 32 (194)                   | 25 мая 2007                | Юлия Глотова (6)           | Юлия Глотова (6)           | Юлия Глотова (6)           | Юлия Глотова (6)           | Сергей Лисаков (2)         | Сергей Лисаков (2)         | Сергей Лисаков (2)         | Сергей Лисаков (2)         | Елизавета Рассказова (2)   | Елизавета Рассказова (2)   | Елизавета Рассказова (2)   | Елизавета Рассказова (2)   | Николай I                  |
| Полуфиналы                 |                            |                            |                            |                            |                            |                            |                            |                            |                            |                            |                            |                            |                            |                            |
| 33 (195)                   | 1 июня 2007                | Виктория Некрылова (6)     | Виктория Некрылова (6)     | Виктория Некрылова (6)     | Виктория Некрылова (6)     | Георгий Дрейер (5)         | Георгий Дрейер (5)         | Георгий Дрейер (5)         | Георгий Дрейер (5)         | Софья Фоминская (7)        | Софья Фоминская (7)        | Софья Фоминская (7)        | Софья Фоминская (7)        | Андрей Рублёв              |
| 34 (196)                   | 8 июня 2007                | Анна Гориловская (3)       | Анна Гориловская (3)       | Анна Гориловская (3)       | Дмитрий Артёмов (6)        | Дмитрий Артёмов (6)        | Дмитрий Артёмов (6)        | Юлия Глотова (6)           | Юлия Глотова (6)           | Юлия Глотова (6)           | Александр Матюхин (5)      | Александр Матюхин (5)      | Александр Матюхин (5)      | Камиль Сен-Санс            |
| 35 (197)                   | 15 июня 2007               | Алина Швец (3)             | Алина Швец (3)             | Алина Швец (3)             | Мария Абрамова (2)         | Мария Абрамова (2)         | Мария Абрамова (2)         | Наталья Артёмова (6)       | Наталья Артёмова (6)       | Наталья Артёмова (6)       | Ася Бачелис (1)            | Ася Бачелис (1)            | Ася Бачелис (1)            | Огюст Ренуар               |
| Финал                      |                            |                            |                            |                            |                            |                            |                            |                            |                            |                            |                            |                            |                            |                            |
| 36 (198)                   | 22 июня 2007               | Анна Гориловская (2)       | Анна Гориловская (2)       | Анна Гориловская (2)       | Наталья Артёмова (7)       | Наталья Артёмова (7)       | Наталья Артёмова (7)       | Юлия Глотова (6)           | Юлия Глотова (6)           | Юлия Глотова (6)           | Александр Матюхин (3)      | Александр Матюхин (3)      | Александр Матюхин (3)      | Лев Толстой                |

Общее число печатей финалистов за сезон:
- Анна Гориловская — 17
- Наталья Артёмова — 26
- Юлия Глотова — 25
- Александр Матюхин — 17

Вне конкурса Наталья Артёмова и Александр Матюхин поступают в РУДН, а Юлия Глотова — в Московский государственный университет печати. На стажировку во Францию отправляются Георгий Дрейер, Виктория Некрылова и Дмитрий Артёмов.

### Седьмой сезон (2007—2008)
| Выпуск                                      | Дата эфира                 | Участники                         | Участники                         | Участники                         | Участники                         | Участники                  | Участники                  | Участники                  | Участники                  | Участники                  | Участники                  | Участники                  | Участники                  | Герой расследования            |
| Первый цикл отборочных игр                  | Первый цикл отборочных игр | Первый цикл отборочных игр        | Первый цикл отборочных игр        | Первый цикл отборочных игр        | Первый цикл отборочных игр        | Первый цикл отборочных игр | Первый цикл отборочных игр | Первый цикл отборочных игр | Первый цикл отборочных игр | Первый цикл отборочных игр | Первый цикл отборочных игр | Первый цикл отборочных игр | Первый цикл отборочных игр | Первый цикл отборочных игр     |
| ------------------------------------------- | -------------------------- | --------------------------------- | --------------------------------- | --------------------------------- | --------------------------------- | -------------------------- | -------------------------- | -------------------------- | -------------------------- | -------------------------- | -------------------------- | -------------------------- | -------------------------- | ------------------------------ |
| 1 (199)                                     | 5 октября 2007             | Виктория Некрылова (3)            | Виктория Некрылова (3)            | Виктория Некрылова (3)            | Виктория Некрылова (3)            | Георгий Дрейер (3)         | Георгий Дрейер (3)         | Георгий Дрейер (3)         | Георгий Дрейер (3)         | Татьяна Тигунько (5)       | Татьяна Тигунько (5)       | Татьяна Тигунько (5)       | Татьяна Тигунько (5)       | Юрий Долгорукий                |
| 2 (200)                                     | 12 октября 2007            | Елизавета Поболовец (2)           | Елизавета Поболовец (2)           | Елизавета Поболовец (2)           | Елизавета Поболовец (2)           | Иван Курицын (6)           | Иван Курицын (6)           | Иван Курицын (6)           | Иван Курицын (6)           | Анна Швецова (1)           | Анна Швецова (1)           | Анна Швецова (1)           | Анна Швецова (1)           | Морис Равель                   |
| 3 (201)                                     | 19 октября 2007            | Дарья Бороненко (5)               | Дарья Бороненко (5)               | Дарья Бороненко (5)               | Дарья Бороненко (5)               | Антон Романов (7)          | Антон Романов (7)          | Антон Романов (7)          | Антон Романов (7)          | Светлана Вагапова (3)      | Светлана Вагапова (3)      | Светлана Вагапова (3)      | Светлана Вагапова (3)      | Мария Фёдоровна (жена Павла I) |
| 4 (202)                                     | 26 октября 2007            | Мария Сбытова (1)                 | Мария Сбытова (1)                 | Мария Сбытова (1)                 | Мария Сбытова (1)                 | Антон Нефёдов (0)          | Антон Нефёдов (0)          | Антон Нефёдов (0)          | Антон Нефёдов (0)          | Екатерина Собакина (4)     | Екатерина Собакина (4)     | Екатерина Собакина (4)     | Екатерина Собакина (4)     | Фёдор Гааз                     |
| 5 (203)                                     | 2 ноября 2007              | Ксения Бараковская (5)            | Ксения Бараковская (5)            | Ксения Бараковская (5)            | Ксения Бараковская (5)            | Александр Шурупов (3)      | Александр Шурупов (3)      | Александр Шурупов (3)      | Александр Шурупов (3)      | Надежда Евдокимова (3)     | Надежда Евдокимова (3)     | Надежда Евдокимова (3)     | Надежда Евдокимова (3)     | Лжедмитрий I                   |
| 6 (204)                                     | 9 ноября 2007              | Дарья Арюткина (0)                | Дарья Арюткина (0)                | Дарья Арюткина (0)                | Дарья Арюткина (0)                | Денис Сухино-Хоменко (7)   | Денис Сухино-Хоменко (7)   | Денис Сухино-Хоменко (7)   | Денис Сухино-Хоменко (7)   | Мария Кайнова (3)          | Мария Кайнова (3)          | Мария Кайнова (3)          | Мария Кайнова (3)          | Мартин Лютер Кинг              |
| 7 (205)                                     | 16 ноября 2007             | Никита Лаврухин (2)               | Никита Лаврухин (2)               | Никита Лаврухин (2)               | Никита Лаврухин (2)               | Александра Кондрашова (5)  | Александра Кондрашова (5)  | Александра Кондрашова (5)  | Александра Кондрашова (5)  | Владимир Алифан (2)        | Владимир Алифан (2)        | Владимир Алифан (2)        | Владимир Алифан (2)        | Осип Мандельштам               |
| 8 (206)                                     | 23 ноября 2007             | Евгения Подолян (3)               | Евгения Подолян (3)               | Евгения Подолян (3)               | Евгения Подолян (3)               | Дмитрий Агеев (2)          | Дмитрий Агеев (2)          | Дмитрий Агеев (2)          | Дмитрий Агеев (2)          | Сергей Бойко (3)           | Сергей Бойко (3)           | Сергей Бойко (3)           | Сергей Бойко (3)           | Овидий                         |
| 9 (207)                                     | 30 ноября 2007             | Мария Ефремова (3)                | Мария Ефремова (3)                | Мария Ефремова (3)                | Мария Ефремова (3)                | Пётр Левченко (3)          | Пётр Левченко (3)          | Пётр Левченко (3)          | Пётр Левченко (3)          | Алёна Жабина (1)           | Алёна Жабина (1)           | Алёна Жабина (1)           | Алёна Жабина (1)           | Павел Третьяков                |
| 10 (208)                                    | 7 декабря 2007             | Екатерина Маликова (4)            | Екатерина Маликова (4)            | Екатерина Маликова (4)            | Екатерина Маликова (4)            | Дмитрий Ушаков (1)         | Дмитрий Ушаков (1)         | Дмитрий Ушаков (1)         | Дмитрий Ушаков (1)         | Наталья Филатова (1)       | Наталья Филатова (1)       | Наталья Филатова (1)       | Наталья Филатова (1)       | Полина Виардо                  |
| 11 (209)                                    | 14 декабря 2007            | Лина Евнанова (3)                 | Лина Евнанова (3)                 | Лина Евнанова (3)                 | Лина Евнанова (3)                 | Артём Гутин (6)            | Артём Гутин (6)            | Артём Гутин (6)            | Артём Гутин (6)            | Мария Малахина (1)         | Мария Малахина (1)         | Мария Малахина (1)         | Мария Малахина (1)         | Лев Ландау                     |
| 12 (210)                                    | 21 декабря 2007            | Александра Пряжникова (6)         | Александра Пряжникова (6)         | Александра Пряжникова (6)         | Александра Пряжникова (6)         | Александр Джумурат (3)     | Александр Джумурат (3)     | Александр Джумурат (3)     | Александр Джумурат (3)     | Екатерина Сергеева (2)     | Екатерина Сергеева (2)     | Екатерина Сергеева (2)     | Екатерина Сергеева (2)     | Карл Фаберже                   |
| 13 (211)                                    | 28 декабря 2007            | Валерия Кушнир (4)                | Валерия Кушнир (4)                | Валерия Кушнир (4)                | Валерия Кушнир (4)                | Мадина Исянгулова (0)      | Мадина Исянгулова (0)      | Мадина Исянгулова (0)      | Мадина Исянгулова (0)      | Анастасия Ким (4)          | Анастасия Ким (4)          | Анастасия Ким (4)          | Анастасия Ким (4)          | Николай Рубинштейн             |
| 14 (212)                                    | 11 января 2008             | Надежда Котеленец (1)             | Надежда Котеленец (1)             | Надежда Котеленец (1)             | Надежда Котеленец (1)             | Роман Маркелов (4)         | Роман Маркелов (4)         | Роман Маркелов (4)         | Роман Маркелов (4)         | Софья Фоминская (6)        | Софья Фоминская (6)        | Софья Фоминская (6)        | Софья Фоминская (6)        | Николай Рерих                  |
| 15 (213)                                    | 18 января 2008             | Заира Велиханова (2)              | Заира Велиханова (2)              | Заира Велиханова (2)              | Заира Велиханова (2)              | Татьяна Комер (2)          | Татьяна Комер (2)          | Татьяна Комер (2)          | Татьяна Комер (2)          | Анна Лазарь (3)            | Анна Лазарь (3)            | Анна Лазарь (3)            | Анна Лазарь (3)            | Эдуард Мане                    |
| 16 (214)                                    | 25 января 2008             | Альфина Давыдова (2)              | Альфина Давыдова (2)              | Альфина Давыдова (2)              | Альфина Давыдова (2)              | Анастасия Францина (2)     | Анастасия Францина (2)     | Анастасия Францина (2)     | Анастасия Францина (2)     | Юлия Васильева (3)         | Юлия Васильева (3)         | Юлия Васильева (3)         | Юлия Васильева (3)         | Сергей Дягилев                 |
| 17 (215)                                    | 1 февраля 2008             | Артуш Авдалян (1)                 | Артуш Авдалян (1)                 | Артуш Авдалян (1)                 | Артуш Авдалян (1)                 | Мария Погребная (5)        | Мария Погребная (5)        | Мария Погребная (5)        | Мария Погребная (5)        | Дмитрий Астахов (2)        | Дмитрий Астахов (2)        | Дмитрий Астахов (2)        | Дмитрий Астахов (2)        | Генрих Бёлль                   |
| 18 (216)                                    | 8 февраля 2008             | Анна Мурзина (4)                  | Анна Мурзина (4)                  | Анна Мурзина (4)                  | Анна Мурзина (4)                  | Оксана Слесарева (0)       | Оксана Слесарева (0)       | Оксана Слесарева (0)       | Оксана Слесарева (0)       | Наталья Андрианова (1)     | Наталья Андрианова (1)     | Наталья Андрианова (1)     | Наталья Андрианова (1)     | Виссарион Белинский            |
| Второй цикл отборочных игр (Ханты-Мансийск) |                            |                                   |                                   |                                   |                                   |                            |                            |                            |                            |                            |                            |                            |                            |                                |
| 19 (217)                                    | 15 февраля 2008            | Екатерина Таркова (4)             | Екатерина Таркова (4)             | Екатерина Таркова (4)             | Екатерина Таркова (4)             | Алексей Бирст (5)          | Алексей Бирст (5)          | Алексей Бирст (5)          | Алексей Бирст (5)          | Кристина Матрёнина (5)     | Кристина Матрёнина (5)     | Кристина Матрёнина (5)     | Кристина Матрёнина (5)     | Леонид Андреев                 |
| 20 (218)                                    | 22 февраля 2008            | Ольга Токарева (3)                | Ольга Токарева (3)                | Ольга Токарева (3)                | Ольга Токарева (3)                | Максим Савицкий (4)        | Максим Савицкий (4)        | Максим Савицкий (4)        | Максим Савицкий (4)        | Ксения Захарова (4)        | Ксения Захарова (4)        | Ксения Захарова (4)        | Ксения Захарова (4)        | Тарас Шевченко                 |
| 21 (219)                                    | 29 февраля 2008            | Алексей Романенко (4)             | Алексей Романенко (4)             | Алексей Романенко (4)             | Алексей Романенко (4)             | Дарья Кондрашова (7)       | Дарья Кондрашова (7)       | Дарья Кондрашова (7)       | Дарья Кондрашова (7)       | Дарина Полещенкова (4)     | Дарина Полещенкова (4)     | Дарина Полещенкова (4)     | Дарина Полещенкова (4)     | Василий Баженов                |
| 22 (220)                                    | 7 марта 2008               | Лилия Сидорейко (7)               | Лилия Сидорейко (7)               | Лилия Сидорейко (7)               | Лилия Сидорейко (7)               | Иван Курицын (4)           | Иван Курицын (4)           | Иван Курицын (4)           | Иван Курицын (4)           | Евгения Климова (5)        | Евгения Климова (5)        | Евгения Климова (5)        | Евгения Климова (5)        | Гиппократ                      |
| 23 (221)                                    | 14 марта 2008              | Алексей Виноградов (4)            | Алексей Виноградов (4)            | Алексей Виноградов (4)            | Алексей Виноградов (4)            | Елена Гречнева (3)         | Елена Гречнева (3)         | Елена Гречнева (3)         | Елена Гречнева (3)         | Любовь Мошина (4)          | Любовь Мошина (4)          | Любовь Мошина (4)          | Любовь Мошина (4)          | Николай Гумилёв                |
| 24 (222)                                    | 21 марта 2008              | Ксения Оплетаева (3)              | Ксения Оплетаева (3)              | Ксения Оплетаева (3)              | Ксения Оплетаева (3)              | Елена Петрова (4)          | Елена Петрова (4)          | Елена Петрова (4)          | Елена Петрова (4)          | Светлана Осипова (3)       | Светлана Осипова (3)       | Светлана Осипова (3)       | Светлана Осипова (3)       | Клод Моне                      |
| Последняя отборочная игра                   |                            |                                   |                                   |                                   |                                   |                            |                            |                            |                            |                            |                            |                            |                            |                                |
| 25 (223)                                    | 28 марта 2008              | Максим Коноров (3)                | Максим Коноров (3)                | Максим Коноров (3)                | Максим Коноров (3)                | Станислав Говорухин (7)    | Станислав Говорухин (7)    | Станислав Говорухин (7)    | Станислав Говорухин (7)    | Анна Хитрова (4)           | Анна Хитрова (4)           | Анна Хитрова (4)           | Анна Хитрова (4)           | Матвей Казаков                 |
| Четвертьфиналы                              |                            |                                   |                                   |                                   |                                   |                            |                            |                            |                            |                            |                            |                            |                            |                                |
| 26 (224)                                    | 4 апреля 2008              | Евгения Климова (1)               | Евгения Климова (1)               | Евгения Климова (1)               | Евгения Климова (1)               | Лилия Сидорейко (3)        | Лилия Сидорейко (3)        | Лилия Сидорейко (3)        | Лилия Сидорейко (3)        | Роман Маркелов (5)         | Роман Маркелов (5)         | Роман Маркелов (5)         | Роман Маркелов (5)         | Карло Гольдони                 |
| 27 (225)                                    | 11 апреля 2008             | Екатерина Таркова (4)             | Екатерина Таркова (4)             | Екатерина Таркова (4)             | Екатерина Таркова (4)             | Максим Савицкий (7)        | Максим Савицкий (7)        | Максим Савицкий (7)        | Максим Савицкий (7)        | Мария Погребная (6)        | Мария Погребная (6)        | Мария Погребная (6)        | Мария Погребная (6)        | Игорь Курчатов                 |
| 28 (226)                                    | 18 апреля 2008             | Любовь Мошина (1)                 | Любовь Мошина (1)                 | Любовь Мошина (1)                 | Любовь Мошина (1)                 | Дарина Полещенкова (1)     | Дарина Полещенкова (1)     | Дарина Полещенкова (1)     | Дарина Полещенкова (1)     | Станислав Говорухин (7)    | Станислав Говорухин (7)    | Станислав Говорухин (7)    | Станислав Говорухин (7)    | Модест Мусоргский              |
| 29 (227)                                    | 25 апреля 2008             | Иван Курицын (Ханты-Мансийск) (3) | Иван Курицын (Ханты-Мансийск) (3) | Иван Курицын (Ханты-Мансийск) (3) | Иван Курицын (Ханты-Мансийск) (3) | Александра Пряжникова (6)  | Александра Пряжникова (6)  | Александра Пряжникова (6)  | Александра Пряжникова (6)  | Алексей Романенко (1)      | Алексей Романенко (1)      | Алексей Романенко (1)      | Алексей Романенко (1)      | Константин Паустовский         |
| 30 (228)                                    | 16 мая 2008                | Антон Романов (6)                 | Антон Романов (6)                 | Антон Романов (6)                 | Антон Романов (6)                 | Софья Фоминская (7)        | Софья Фоминская (7)        | Софья Фоминская (7)        | Софья Фоминская (7)        | Иван Курицын (Москва) (6)  | Иван Курицын (Москва) (6)  | Иван Курицын (Москва) (6)  | Иван Курицын (Москва) (6)  | Феофан Грек                    |
| 31 (229)                                    | 23 мая 2008                | Артём Гутин (7)                   | Артём Гутин (7)                   | Артём Гутин (7)                   | Артём Гутин (7)                   | …                          | …                          | …                          | …                          | …                          | …                          | …                          | …                          | Константин Ушинский            |
| Полуфиналы                                  |                            |                                   |                                   |                                   |                                   |                            |                            |                            |                            |                            |                            |                            |                            |                                |
| 32 (230)                                    | 30 мая 2008                | Роман Маркелов (6)                | Роман Маркелов (6)                | Роман Маркелов (6)                | Роман Маркелов (6)                | Софья Фоминская (7)        | Софья Фоминская (7)        | Софья Фоминская (7)        | Софья Фоминская (7)        | Антон Романов (7)          | Антон Романов (7)          | Антон Романов (7)          | Антон Романов (7)          | Надежда Тэффи                  |
| 33 (231)                                    | 6 июня 2008                | Иван Курицын (Москва) (7)         | Иван Курицын (Москва) (7)         | Иван Курицын (Москва) (7)         | Артём Гутин (7)                   | Артём Гутин (7)            | Артём Гутин (7)            | Лилия Сидорейко (3)        | Лилия Сидорейко (3)        | Лилия Сидорейко (3)        | Станислав Говорухин (7)    | Станислав Говорухин (7)    | Станислав Говорухин (7)    | Иван Цветаев                   |
| 34 (232)                                    | 20 июня 2008               | Александра Пряжникова (6)         | Александра Пряжникова (6)         | Александра Пряжникова (6)         | Александра Пряжникова (6)         | Максим Савицкий (2)        | Максим Савицкий (2)        | Максим Савицкий (2)        | Максим Савицкий (2)        | Мария Погребная (5)        | Мария Погребная (5)        | Мария Погребная (5)        | Мария Погребная (5)        | Клод Дебюсси                   |
| Финал                                       |                            |                                   |                                   |                                   |                                   |                            |                            |                            |                            |                            |                            |                            |                            |                                |
| 35 (233)                                    | 27 июня 2008               | Артём Гутин (7)                   | Артём Гутин (7)                   | Артём Гутин (7)                   | Лилия Сидорейко (4)               | Лилия Сидорейко (4)        | Лилия Сидорейко (4)        | Станислав Говорухин (7)    | Станислав Говорухин (7)    | Станислав Говорухин (7)    | Роман Маркелов (6)         | Роман Маркелов (6)         | Роман Маркелов (6)         | Леонардо да Винчи              |
| 35 (233)                                    | 27 июня 2008               | Софья Фоминская (7)               | Софья Фоминская (7)               | Софья Фоминская (7)               | Софья Фоминская (7)               | Антон Романов (5)          | Антон Романов (5)          | Антон Романов (5)          | Антон Романов (5)          | Мария Погребная (4)        | Мария Погребная (4)        | Мария Погребная (4)        | Мария Погребная (4)        | Леонардо да Винчи              |

Общее число печатей финалистов за сезон:
- Артём Гутин — 27
- Лилия Сидорейко — 17
- Станислав Говорухин — 28
- Роман Маркелов — 21
- Софья Фоминская — 27
- Антон Романов — 25
- Мария Погребная — 20

Вне конкурса Антон Романов, Софья Фоминская и Станислав Говорухин поступают в РУДН, а Роман Маркелов и Артём Гутин — в Московский государственный университет печати. На стажировку во Францию отправляются Софья Фоминская, Антон Романов, Иван Курицын (Москва) и Александра Пряжникова.

### Восьмой сезон (2008—2009)
| Выпуск                                                  | Дата эфира                                              | Участники                                               | Участники                                               | Участники                                               | Участники                                               | Участники                                               | Участники                                               | Участники                                               | Участники                                               | Участники                                               | Участники                                               | Участники                                               | Участники                                               | Герой расследования                                     |
| Первый цикл отборочных игр (ведущий — Виктор Кряковцев) | Первый цикл отборочных игр (ведущий — Виктор Кряковцев) | Первый цикл отборочных игр (ведущий — Виктор Кряковцев) | Первый цикл отборочных игр (ведущий — Виктор Кряковцев) | Первый цикл отборочных игр (ведущий — Виктор Кряковцев) | Первый цикл отборочных игр (ведущий — Виктор Кряковцев) | Первый цикл отборочных игр (ведущий — Виктор Кряковцев) | Первый цикл отборочных игр (ведущий — Виктор Кряковцев) | Первый цикл отборочных игр (ведущий — Виктор Кряковцев) | Первый цикл отборочных игр (ведущий — Виктор Кряковцев) | Первый цикл отборочных игр (ведущий — Виктор Кряковцев) | Первый цикл отборочных игр (ведущий — Виктор Кряковцев) | Первый цикл отборочных игр (ведущий — Виктор Кряковцев) | Первый цикл отборочных игр (ведущий — Виктор Кряковцев) | Первый цикл отборочных игр (ведущий — Виктор Кряковцев) |
| ------------------------------------------------------- | ------------------------------------------------------- | ------------------------------------------------------- | ------------------------------------------------------- | ------------------------------------------------------- | ------------------------------------------------------- | ------------------------------------------------------- | ------------------------------------------------------- | ------------------------------------------------------- | ------------------------------------------------------- | ------------------------------------------------------- | ------------------------------------------------------- | ------------------------------------------------------- | ------------------------------------------------------- | ------------------------------------------------------- |
| 1 (234)                                                 | 26 сентября 2008                                        | Романа Галицкая (4)                                     | Романа Галицкая (4)                                     | Романа Галицкая (4)                                     | Романа Галицкая (4)                                     | Анастасия Победоносцева (2)                             | Анастасия Победоносцева (2)                             | Анастасия Победоносцева (2)                             | Анастасия Победоносцева (2)                             | Александр Ястрембский (2)                               | Александр Ястрембский (2)                               | Александр Ястрембский (2)                               | Александр Ястрембский (2)                               | Максим Горький                                          |
| 2 (235)                                                 | 3 октября 2008                                          | Илона Липская (6)                                       | Илона Липская (6)                                       | Илона Липская (6)                                       | Илона Липская (6)                                       | Илья Шевченко (5)                                       | Илья Шевченко (5)                                       | Илья Шевченко (5)                                       | Илья Шевченко (5)                                       | Татьяна Фёдорова (4)                                    | Татьяна Фёдорова (4)                                    | Татьяна Фёдорова (4)                                    | Татьяна Фёдорова (4)                                    | Нефертити                                               |
| 3 (236)                                                 | 10 октября 2008                                         | Ани Исаханян (3)                                        | Ани Исаханян (3)                                        | Ани Исаханян (3)                                        | Ани Исаханян (3)                                        | Александра Адильжанова (4)                              | Александра Адильжанова (4)                              | Александра Адильжанова (4)                              | Александра Адильжанова (4)                              | Алексей Ушаков (0)                                      | Алексей Ушаков (0)                                      | Алексей Ушаков (0)                                      | Алексей Ушаков (0)                                      | Александр III                                           |
| 4 (237)                                                 | 17 октября 2008                                         | Марина Мышкина (3)                                      | Марина Мышкина (3)                                      | Марина Мышкина (3)                                      | Марина Мышкина (3)                                      | Павел Абакумов (1)                                      | Павел Абакумов (1)                                      | Павел Абакумов (1)                                      | Павел Абакумов (1)                                      | Дмитрий Потупо (6)                                      | Дмитрий Потупо (6)                                      | Дмитрий Потупо (6)                                      | Дмитрий Потупо (6)                                      | Рэй Брэдбери                                            |
| 5 (238)                                                 | 24 октября 2008                                         | Елена Рыбалко (5)                                       | Елена Рыбалко (5)                                       | Елена Рыбалко (5)                                       | Елена Рыбалко (5)                                       | Никита Савчук (5)                                       | Никита Савчук (5)                                       | Никита Савчук (5)                                       | Никита Савчук (5)                                       | Денис Дёмин (0)                                         | Денис Дёмин (0)                                         | Денис Дёмин (0)                                         | Денис Дёмин (0)                                         | Евгений Баратынский                                     |
| 6 (239)                                                 | 1 ноября 2008                                           | Елена Кузнецова (2)                                     | Елена Кузнецова (2)                                     | Елена Кузнецова (2)                                     | Елена Кузнецова (2)                                     | Екатерина Урусова (2)                                   | Екатерина Урусова (2)                                   | Екатерина Урусова (2)                                   | Екатерина Урусова (2)                                   | Андрей Никулин (4)                                      | Андрей Никулин (4)                                      | Андрей Никулин (4)                                      | Андрей Никулин (4)                                      | Антонио Вивальди                                        |
| 7 (240)                                                 | 7 ноября 2008                                           | Анна Швецова (1)                                        | Анна Швецова (1)                                        | Анна Швецова (1)                                        | Анна Швецова (1)                                        | Александра Пряжникова (7)                               | Александра Пряжникова (7)                               | Александра Пряжникова (7)                               | Александра Пряжникова (7)                               | Екатерина Собакина (5)                                  | Екатерина Собакина (5)                                  | Екатерина Собакина (5)                                  | Екатерина Собакина (5)                                  | Николай Лобачевский                                     |
| 8 (241)                                                 | 14 ноября 2008                                          | Анна Маломуд (5)                                        | Анна Маломуд (5)                                        | Анна Маломуд (5)                                        | Анна Маломуд (5)                                        | Сергей Федерякин (3)                                    | Сергей Федерякин (3)                                    | Сергей Федерякин (3)                                    | Сергей Федерякин (3)                                    | Мария Махерина (5)                                      | Мария Махерина (5)                                      | Мария Махерина (5)                                      | Мария Махерина (5)                                      | Андре Моруа                                             |
| 9 (242)                                                 | 21 ноября 2008                                          | …                                                       | …                                                       | …                                                       | …                                                       | …                                                       | …                                                       | …                                                       | …                                                       | …                                                       | …                                                       | …                                                       | …                                                       | …                                                       |
| 10 (243)                                                | 28 ноября 2008                                          | Кристина Гришанина (6)                                  | Кристина Гришанина (6)                                  | Кристина Гришанина (6)                                  | Кристина Гришанина (6)                                  | Вадим Громыко (3)                                       | Вадим Громыко (3)                                       | Вадим Громыко (3)                                       | Вадим Громыко (3)                                       | Ирина Калачёва (1)                                      | Ирина Калачёва (1)                                      | Ирина Калачёва (1)                                      | Ирина Калачёва (1)                                      | Иоганн Генрих Песталоцци                                |
| 11 (244)                                                | 5 декабря 2008                                          | Софья Кутузова (4)                                      | Софья Кутузова (4)                                      | Софья Кутузова (4)                                      | Софья Кутузова (4)                                      | Валерий Карпов (0)                                      | Валерий Карпов (0)                                      | Валерий Карпов (0)                                      | Валерий Карпов (0)                                      | Алла Синельникова (3)                                   | Алла Синельникова (3)                                   | Алла Синельникова (3)                                   | Алла Синельникова (3)                                   | Амедео Модильяни                                        |
| 12 (245)                                                | 12 декабря 2008                                         | Ирина Шорохова (3)                                      | Ирина Шорохова (3)                                      | Ирина Шорохова (3)                                      | Ирина Шорохова (3)                                      | Роман Горохов (2)                                       | Роман Горохов (2)                                       | Роман Горохов (2)                                       | Роман Горохов (2)                                       | Софья Суслова (4)                                       | Софья Суслова (4)                                       | Софья Суслова (4)                                       | Софья Суслова (4)                                       | Уинстон Черчилль                                        |
| 13 (246)                                                | 19 декабря 2008                                         | Александр Полонтюк (3)                                  | Александр Полонтюк (3)                                  | Александр Полонтюк (3)                                  | Александр Полонтюк (3)                                  | Айарти Есаян (4)                                        | Айарти Есаян (4)                                        | Айарти Есаян (4)                                        | Айарти Есаян (4)                                        | Олег Рещиков (2)                                        | Олег Рещиков (2)                                        | Олег Рещиков (2)                                        | Олег Рещиков (2)                                        | Томас Майн Рид                                          |
| 14 (247)                                                | 26 декабря 2008                                         | Юрий Мавашев (4)                                        | Юрий Мавашев (4)                                        | Юрий Мавашев (4)                                        | Юрий Мавашев (4)                                        | Елизавета Красных (3)                                   | Елизавета Красных (3)                                   | Елизавета Красных (3)                                   | Елизавета Красных (3)                                   | Станислав Кузнецов (1)                                  | Станислав Кузнецов (1)                                  | Станислав Кузнецов (1)                                  | Станислав Кузнецов (1)                                  | Максимилиан Волошин                                     |
| Второй цикл отборочных игр (ведущий — Олег Мосалёв)     |                                                         |                                                         |                                                         |                                                         |                                                         |                                                         |                                                         |                                                         |                                                         |                                                         |                                                         |                                                         |                                                         |                                                         |
| 15 (248)                                                | 6 февраля 2009                                          | Ангелина Моргун (6)                                     | Ангелина Моргун (6)                                     | Ангелина Моргун (6)                                     | Ангелина Моргун (6)                                     | Дарья Куплякова (4)                                     | Дарья Куплякова (4)                                     | Дарья Куплякова (4)                                     | Дарья Куплякова (4)                                     | Шушанна Исраелян (3)                                    | Шушанна Исраелян (3)                                    | Шушанна Исраелян (3)                                    | Шушанна Исраелян (3)                                    | Сандро Боттичелли                                       |
| 16 (249)                                                | 13 февраля 2009                                         | Анаит Халатян (1)                                       | Анаит Халатян (1)                                       | Анаит Халатян (1)                                       | Анаит Халатян (1)                                       | Екатерина Побережная (4)                                | Екатерина Побережная (4)                                | Екатерина Побережная (4)                                | Екатерина Побережная (4)                                | Дарья Дугина (4)                                        | Дарья Дугина (4)                                        | Дарья Дугина (4)                                        | Дарья Дугина (4)                                        | Александр Скрябин                                       |
| 17 (250)                                                | 20 февраля 2009                                         | Анастасия Смирнова (6)                                  | Анастасия Смирнова (6)                                  | Анастасия Смирнова (6)                                  | Анастасия Смирнова (6)                                  | Владимир Богатырёв (3)                                  | Владимир Богатырёв (3)                                  | Владимир Богатырёв (3)                                  | Владимир Богатырёв (3)                                  | Мария Тыртычная (2)                                     | Мария Тыртычная (2)                                     | Мария Тыртычная (2)                                     | Мария Тыртычная (2)                                     | Айседора Дункан                                         |
| 18 (251)                                                | 27 февраля 2009                                         | Ольга Филатова (5)                                      | Ольга Филатова (5)                                      | Ольга Филатова (5)                                      | Ольга Филатова (5)                                      | Сергей Петухов (3)                                      | Сергей Петухов (3)                                      | Сергей Петухов (3)                                      | Сергей Петухов (3)                                      | Алла Галанова (4)                                       | Алла Галанова (4)                                       | Алла Галанова (4)                                       | Алла Галанова (4)                                       | Антон Дельвиг                                           |
| 19 (252)                                                | 6 марта 2009                                            | Мария Коропец (0)                                       | Мария Коропец (0)                                       | Мария Коропец (0)                                       | Мария Коропец (0)                                       | Илья Тихонов (5)                                        | Илья Тихонов (5)                                        | Илья Тихонов (5)                                        | Илья Тихонов (5)                                        | Дионисий Петров (3)                                     | Дионисий Петров (3)                                     | Дионисий Петров (3)                                     | Дионисий Петров (3)                                     | Гай Юлий Цезарь                                         |
| 20 (253)                                                | 13 марта 2009                                           | Святослав Репин (6)                                     | Святослав Репин (6)                                     | Святослав Репин (6)                                     | Святослав Репин (6)                                     | Анна Филимонова (4)                                     | Анна Филимонова (4)                                     | Анна Филимонова (4)                                     | Анна Филимонова (4)                                     | Дмитрий Муругов (2)                                     | Дмитрий Муругов (2)                                     | Дмитрий Муругов (2)                                     | Дмитрий Муругов (2)                                     | Никита Демидов                                          |
| 21 (254)                                                | 20 марта 2009                                           | Наталья Шкредова (2)                                    | Наталья Шкредова (2)                                    | Наталья Шкредова (2)                                    | Наталья Шкредова (2)                                    | Людмила Антонова (5)                                    | Людмила Антонова (5)                                    | Людмила Антонова (5)                                    | Людмила Антонова (5)                                    | Сергей Белов (6)                                        | Сергей Белов (6)                                        | Сергей Белов (6)                                        | Сергей Белов (6)                                        | Максимилиан Робеспьер                                   |
| 22 (255)                                                | 27 марта 2009                                           | Дарья Харламова (4)                                     | Дарья Харламова (4)                                     | Дарья Харламова (4)                                     | Дарья Харламова (4)                                     | Анастасия Шингаркина (1)                                | Анастасия Шингаркина (1)                                | Анастасия Шингаркина (1)                                | Анастасия Шингаркина (1)                                | Иван Лазорин (5)                                        | Иван Лазорин (5)                                        | Иван Лазорин (5)                                        | Иван Лазорин (5)                                        | Франческо Петрарка                                      |
| 23 (256)                                                | 3 апреля 2009                                           | Анна Коробейникова (7)                                  | Анна Коробейникова (7)                                  | Анна Коробейникова (7)                                  | Анна Коробейникова (7)                                  | Екатерина Кузьмичёва (5)                                | Екатерина Кузьмичёва (5)                                | Екатерина Кузьмичёва (5)                                | Екатерина Кузьмичёва (5)                                | Андрей Очаковский (6)                                   | Андрей Очаковский (6)                                   | Андрей Очаковский (6)                                   | Андрей Очаковский (6)                                   | Валентин Серов                                          |
| 24 (257)                                                | 10 апреля 2009                                          | Мария Новикова (3)                                      | Мария Новикова (3)                                      | Мария Новикова (3)                                      | Мария Новикова (3)                                      | Елена Судакова (2)                                      | Елена Судакова (2)                                      | Елена Судакова (2)                                      | Елена Судакова (2)                                      | Иван Сураев (6)                                         | Иван Сураев (6)                                         | Иван Сураев (6)                                         | Иван Сураев (6)                                         | Франсуаза Саган                                         |
| Четвертьфиналы                                          |                                                         |                                                         |                                                         |                                                         |                                                         |                                                         |                                                         |                                                         |                                                         |                                                         |                                                         |                                                         |                                                         |                                                         |
| 25 (258)                                                | 17 апреля 2009                                          | Татьяна Фёдорова (5)                                    | Татьяна Фёдорова (5)                                    | Татьяна Фёдорова (5)                                    | Татьяна Фёдорова (5)                                    | Иван Лазорин (6)                                        | Иван Лазорин (6)                                        | Иван Лазорин (6)                                        | Иван Лазорин (6)                                        | Ангелина Моргун (2)                                     | Ангелина Моргун (2)                                     | Ангелина Моргун (2)                                     | Ангелина Моргун (2)                                     | Виктор Васнецов                                         |
| 26 (259)                                                | 24 апреля 2009                                          | Елена Рыбалко (2)                                       | Елена Рыбалко (2)                                       | Елена Рыбалко (2)                                       | Елена Рыбалко (2)                                       | Сергей Белов (4)                                        | Сергей Белов (4)                                        | Сергей Белов (4)                                        | Сергей Белов (4)                                        | Екатерина Побережная (2)                                | Екатерина Побережная (2)                                | Екатерина Побережная (2)                                | Екатерина Побережная (2)                                | Джоаккино Россини                                       |
| 27 (260)                                                | 8 мая 2009                                              | Кристина Гришанина (2)                                  | Кристина Гришанина (2)                                  | Кристина Гришанина (2)                                  | Кристина Гришанина (2)                                  | Александра Адильжанова (4)                              | Александра Адильжанова (4)                              | Александра Адильжанова (4)                              | Александра Адильжанова (4)                              | Екатерина Собакина (7)                                  | Екатерина Собакина (7)                                  | Екатерина Собакина (7)                                  | Екатерина Собакина (7)                                  | Дмитрий Мережковский                                    |
| 28 (261)                                                | 15 мая 2009                                             | Анастасия Смирнова (6)                                  | Анастасия Смирнова (6)                                  | Анастасия Смирнова (6)                                  | Анастасия Смирнова (6)                                  | Андрей Никулин (3)                                      | Андрей Никулин (3)                                      | Андрей Никулин (3)                                      | Андрей Никулин (3)                                      | Елизавета Тарасова (2)                                  | Елизавета Тарасова (2)                                  | Елизавета Тарасова (2)                                  | Елизавета Тарасова (2)                                  | Аристотель                                              |
| 29 (262)                                                | 22 мая 2009                                             | Илья Тихонов (6)                                        | Илья Тихонов (6)                                        | Илья Тихонов (6)                                        | Софья Суслова (5)                                       | Софья Суслова (5)                                       | Софья Суслова (5)                                       | Иван Сураев (5)                                         | Иван Сураев (5)                                         | Иван Сураев (5)                                         | Анна Коробейникова (5)                                  | Анна Коробейникова (5)                                  | Анна Коробейникова (5)                                  | Дионисий                                                |
| Полуфиналы                                              |                                                         |                                                         |                                                         |                                                         |                                                         |                                                         |                                                         |                                                         |                                                         |                                                         |                                                         |                                                         |                                                         |                                                         |
| 30 (263)                                                | 29 мая 2009                                             | Татьяна Фёдорова (3)                                    | Татьяна Фёдорова (3)                                    | Татьяна Фёдорова (3)                                    | Татьяна Фёдорова (3)                                    | Сергей Белов (2)                                        | Сергей Белов (2)                                        | Сергей Белов (2)                                        | Сергей Белов (2)                                        | Анна Коробейникова (5)                                  | Анна Коробейникова (5)                                  | Анна Коробейникова (5)                                  | Анна Коробейникова (5)                                  | Джордж Гершвин                                          |
| 31 (264)                                                | 5 июня 2009                                             | Софья Суслова (4)                                       | Софья Суслова (4)                                       | Софья Суслова (4)                                       | Софья Суслова (4)                                       | Иван Сураев (4)                                         | Иван Сураев (4)                                         | Иван Сураев (4)                                         | Иван Сураев (4)                                         | Анастасия Смирнова (5)                                  | Анастасия Смирнова (5)                                  | Анастасия Смирнова (5)                                  | Анастасия Смирнова (5)                                  | Коко Шанель                                             |
| 32 (265)                                                | 19 июня 2009                                            | Екатерина Собакина (4)                                  | Екатерина Собакина (4)                                  | Екатерина Собакина (4)                                  | Илья Тихонов (2)                                        | Илья Тихонов (2)                                        | Илья Тихонов (2)                                        | Александра Адильжанова (5)                              | Александра Адильжанова (5)                              | Александра Адильжанова (5)                              | Иван Лазорин (4)                                        | Иван Лазорин (4)                                        | Иван Лазорин (4)                                        | Жан Ануй                                                |
| Финал                                                   |                                                         |                                                         |                                                         |                                                         |                                                         |                                                         |                                                         |                                                         |                                                         |                                                         |                                                         |                                                         |                                                         |                                                         |
| 33 (266)                                                | 26 июня 2009                                            | Анастасия Смирнова (4)                                  | Анастасия Смирнова (4)                                  | Анастасия Смирнова (4)                                  | Иван Лазорин (4)                                        | Иван Лазорин (4)                                        | Иван Лазорин (4)                                        | Екатерина Собакина (6)                                  | Екатерина Собакина (6)                                  | Екатерина Собакина (6)                                  | Анна Коробейникова (5)                                  | Анна Коробейникова (5)                                  | Анна Коробейникова (5)                                  | Николай Коперник                                        |

Общее число печатей финалистов за сезон:
- Анастасия Смирнова — 21
- Иван Лазорин — 19
- Екатерина Собакина — 22
- Анна Коробейникова — 22

Вне конкурса Екатерина Собакина и Анастасия Смирнова поступают в РУДН. На стажировку во Францию отправляются Анна Коробейникова и Иван Лазорин.

### Девятый сезон (2009—2010)
| Выпуск          | Дата эфира       | Участники                | Участники                | Участники                | Участники                | Участники               | Участники               | Участники               | Участники               | Участники               | Участники               | Участники               | Участники               | Герой расследования         |
| Отборочные игры | Отборочные игры  | Отборочные игры          | Отборочные игры          | Отборочные игры          | Отборочные игры          | Отборочные игры         | Отборочные игры         | Отборочные игры         | Отборочные игры         | Отборочные игры         | Отборочные игры         | Отборочные игры         | Отборочные игры         | Отборочные игры             |
| --------------- | ---------------- | ------------------------ | ------------------------ | ------------------------ | ------------------------ | ----------------------- | ----------------------- | ----------------------- | ----------------------- | ----------------------- | ----------------------- | ----------------------- | ----------------------- | --------------------------- |
| 1 (267)         | 25 сентября 2009 | Елена Львова (5)         | Елена Львова (5)         | Елена Львова (5)         | Елена Львова (5)         | Анна Сташкова (2)       | Анна Сташкова (2)       | Анна Сташкова (2)       | Анна Сташкова (2)       | Денис Попыркин (5)      | Денис Попыркин (5)      | Денис Попыркин (5)      | Денис Попыркин (5)      | Аполлинарий Васнецов        |
| 2 (268)         | 2 октября 2009   | Анна Черёмина (5)        | Анна Черёмина (5)        | Анна Черёмина (5)        | Анна Черёмина (5)        | Никита Батинов (1)      | Никита Батинов (1)      | Никита Батинов (1)      | Никита Батинов (1)      | Галина Шатохина (4)     | Галина Шатохина (4)     | Галина Шатохина (4)     | Галина Шатохина (4)     | Аристофан                   |
| 3 (269)         | 9 октября 2009   | Михаил Ломакин (4)       | Михаил Ломакин (4)       | Михаил Ломакин (4)       | Михаил Ломакин (4)       | Олеся Рыжкова (2)       | Олеся Рыжкова (2)       | Олеся Рыжкова (2)       | Олеся Рыжкова (2)       | Андрей Никулин (3)      | Андрей Никулин (3)      | Андрей Никулин (3)      | Андрей Никулин (3)      | Аристарх Лентулов           |
| 4 (270)         | 16 октября 2009  | Андрей Чумаков (5)       | Андрей Чумаков (5)       | Андрей Чумаков (5)       | Андрей Чумаков (5)       | Марк Варин (5)          | Марк Варин (5)          | Марк Варин (5)          | Марк Варин (5)          | Даниил Лапко (5)        | Даниил Лапко (5)        | Даниил Лапко (5)        | Даниил Лапко (5)        | Эрнест Сетон-Томпсон        |
| 5 (271)         | 23 октября 2009  | Анастасия Тимофеева (2)  | Анастасия Тимофеева (2)  | Анастасия Тимофеева (2)  | Анастасия Тимофеева (2)  | Екатерина Рябинина (3)  | Екатерина Рябинина (3)  | Екатерина Рябинина (3)  | Екатерина Рябинина (3)  | Александр Трощенко (5)  | Александр Трощенко (5)  | Александр Трощенко (5)  | Александр Трощенко (5)  | Сергей Аксаков              |
| 6 (272)         | 30 октября 2009  | Олег Рещиков (5)         | Олег Рещиков (5)         | Олег Рещиков (5)         | Олег Рещиков (5)         | Анастасия Наумова (1)   | Анастасия Наумова (1)   | Анастасия Наумова (1)   | Анастасия Наумова (1)   | Александр Балдаев (0)   | Александр Балдаев (0)   | Александр Балдаев (0)   | Александр Балдаев (0)   | Иоганн Штраус (сын)         |
| 7 (273)         | 6 ноября 2009    | Анна Данилина (0)        | Анна Данилина (0)        | Анна Данилина (0)        | Анна Данилина (0)        | Никита Савчук (3)       | Никита Савчук (3)       | Никита Савчук (3)       | Никита Савчук (3)       | Максим Бушин (4)        | Максим Бушин (4)        | Максим Бушин (4)        | Максим Бушин (4)        | Алексей Арбузов             |
| 8 (274)         | 13 ноября 2009   | Самира Алекперова (2)    | Самира Алекперова (2)    | Самира Алекперова (2)    | Самира Алекперова (2)    | Глеб Преображенский (4) | Глеб Преображенский (4) | Глеб Преображенский (4) | Глеб Преображенский (4) | Антон Глазков (1)       | Антон Глазков (1)       | Антон Глазков (1)       | Антон Глазков (1)       | Д’Артаньян                  |
| 9 (275)         | 20 ноября 2009   | Виктор Виноградов (4)    | Виктор Виноградов (4)    | Виктор Виноградов (4)    | Виктор Виноградов (4)    | Алексей Середа (6)      | Алексей Середа (6)      | Алексей Середа (6)      | Алексей Середа (6)      | Владислав Галицын (4)   | Владислав Галицын (4)   | Владислав Галицын (4)   | Владислав Галицын (4)   | Рюрик                       |
| 10 (276)        | 27 ноября 2009   | Денис Степанов (2)       | Денис Степанов (2)       | Денис Степанов (2)       | Денис Степанов (2)       | Светлана Ганюшина (1)   | Светлана Ганюшина (1)   | Светлана Ганюшина (1)   | Светлана Ганюшина (1)   | Павел Антонов (3)       | Павел Антонов (3)       | Павел Антонов (3)       | Павел Антонов (3)       | Владимир Луговской          |
| 11 (277)        | 4 декабря 2009   | Мария Зайцева (3)        | Мария Зайцева (3)        | Мария Зайцева (3)        | Мария Зайцева (3)        | Юлия Балятинская (2)    | Юлия Балятинская (2)    | Юлия Балятинская (2)    | Юлия Балятинская (2)    | Иван Лазорин (7)        | Иван Лазорин (7)        | Иван Лазорин (7)        | Иван Лазорин (7)        | Райнер Мария Рильке         |
| 12 (278)        | 11 декабря 2009  | Елизавета Боровикова (3) | Елизавета Боровикова (3) | Елизавета Боровикова (3) | Елизавета Боровикова (3) | Вера Зотова (4)         | Вера Зотова (4)         | Вера Зотова (4)         | Вера Зотова (4)         | Валентин Удальцов (1)   | Валентин Удальцов (1)   | Валентин Удальцов (1)   | Валентин Удальцов (1)   | Жан Габен                   |
| 13 (279)        | 18 декабря 2009  | Алёна Пучкова (4)        | Алёна Пучкова (4)        | Алёна Пучкова (4)        | Алёна Пучкова (4)        | Анастасия Любимова (6)  | Анастасия Любимова (6)  | Анастасия Любимова (6)  | Анастасия Любимова (6)  | Максим Вязигин (3)      | Максим Вязигин (3)      | Максим Вязигин (3)      | Максим Вязигин (3)      | Михаил Воронцов             |
| 14 (280)        | 25 декабря 2009  | Александр Каширин (7)    | Александр Каширин (7)    | Александр Каширин (7)    | Александр Каширин (7)    | Вера Лапшина (4)        | Вера Лапшина (4)        | Вера Лапшина (4)        | Вера Лапшина (4)        | Сергей Шпак (4)         | Сергей Шпак (4)         | Сергей Шпак (4)         | Сергей Шпак (4)         | Джакомо Пуччини             |
| 15 (281)        | 15 января 2010   | Елена Рыбалко (5)        | Елена Рыбалко (5)        | Елена Рыбалко (5)        | Елена Рыбалко (5)        | Ольга Ерёмина (4)       | Ольга Ерёмина (4)       | Ольга Ерёмина (4)       | Ольга Ерёмина (4)       | Павел Каневский (2)     | Павел Каневский (2)     | Павел Каневский (2)     | Павел Каневский (2)     | Василий Шуйский             |
| 16 (282)        | 22 января 2010   | Дарья Галкина (2)        | Дарья Галкина (2)        | Дарья Галкина (2)        | Дарья Галкина (2)        | Валерий Карпов (2)      | Валерий Карпов (2)      | Валерий Карпов (2)      | Валерий Карпов (2)      | Александра Данилова (4) | Александра Данилова (4) | Александра Данилова (4) | Александра Данилова (4) | Гораций                     |
| 17 (283)        | 29 января 2010   | Наталья Тен (6)          | Наталья Тен (6)          | Наталья Тен (6)          | Наталья Тен (6)          | Галина Мамчур (2)       | Галина Мамчур (2)       | Галина Мамчур (2)       | Галина Мамчур (2)       | Дарья Шалиско (0)       | Дарья Шалиско (0)       | Дарья Шалиско (0)       | Дарья Шалиско (0)       | Зинаида Гиппиус             |
| 18 (284)        | 5 февраля 2010   | Николай Бученков (4)     | Николай Бученков (4)     | Николай Бученков (4)     | Николай Бученков (4)     | Дарья Воробьёва (4)     | Дарья Воробьёва (4)     | Дарья Воробьёва (4)     | Дарья Воробьёва (4)     | Георгий Иванов (2)      | Георгий Иванов (2)      | Георгий Иванов (2)      | Георгий Иванов (2)      | Жан Расин                   |
| 19 (285)        | 12 февраля 2010  | Сергей Михайлюк (2)      | Сергей Михайлюк (2)      | Сергей Михайлюк (2)      | Сергей Михайлюк (2)      | Полина Ниазбаева (3)    | Полина Ниазбаева (3)    | Полина Ниазбаева (3)    | Полина Ниазбаева (3)    | Кирилл Аксёнов (1)      | Кирилл Аксёнов (1)      | Кирилл Аксёнов (1)      | Кирилл Аксёнов (1)      | граф Сергей Строганов       |
| 20 (286)        | 19 февраля 2010  | Роман Хищенко (4)        | Роман Хищенко (4)        | Роман Хищенко (4)        | Роман Хищенко (4)        | Анна Хламова (3)        | Анна Хламова (3)        | Анна Хламова (3)        | Анна Хламова (3)        | Павел Пестунов (3)      | Павел Пестунов (3)      | Павел Пестунов (3)      | Павел Пестунов (3)      | Пётр Вяземский              |
| 21 (287)        | 26 февраля 2010  | Камини Ахмад (5)         | Камини Ахмад (5)         | Камини Ахмад (5)         | Камини Ахмад (5)         | Александр Каплан (6)    | Александр Каплан (6)    | Александр Каплан (6)    | Александр Каплан (6)    | Вера Синотина (5)       | Вера Синотина (5)       | Вера Синотина (5)       | Вера Синотина (5)       | Уильям Сомерсет Моэм        |
| 22 (288)        | 5 марта 2010     | Анна Морозова (4)        | Анна Морозова (4)        | Анна Морозова (4)        | Анна Морозова (4)        | Антон Голубцов (4)      | Антон Голубцов (4)      | Антон Голубцов (4)      | Антон Голубцов (4)      | Елена Бридицкая (4)     | Елена Бридицкая (4)     | Елена Бридицкая (4)     | Елена Бридицкая (4)     | Иннокентий Анненский        |
| 23 (289)        | 12 марта 2010    | Алиса Шведова (5)        | Алиса Шведова (5)        | Алиса Шведова (5)        | Алиса Шведова (5)        | Юлия Китаева (3)        | Юлия Китаева (3)        | Юлия Китаева (3)        | Юлия Китаева (3)        | Валерия Крынкина (4)    | Валерия Крынкина (4)    | Валерия Крынкина (4)    | Валерия Крынкина (4)    | Томас Манн                  |
| 24 (290)        | 19 марта 2010    | Виктория Маслова (1)     | Виктория Маслова (1)     | Виктория Маслова (1)     | Виктория Маслова (1)     | Арман Авагян (3)        | Арман Авагян (3)        | Арман Авагян (3)        | Арман Авагян (3)        | Ольга Пахтусова (7)     | Ольга Пахтусова (7)     | Ольга Пахтусова (7)     | Ольга Пахтусова (7)     | Иван Билибин                |
| Четвертьфиналы  |                  |                          |                          |                          |                          |                         |                         |                         |                         |                         |                         |                         |                         |                             |
| 25 (291)        | 26 марта 2010    | Александр Каширин (7)    | Александр Каширин (7)    | Александр Каширин (7)    | Александр Каширин (7)    | Андрей Чумаков (5)      | Андрей Чумаков (5)      | Андрей Чумаков (5)      | Андрей Чумаков (5)      | Денис Попыркин (4)      | Денис Попыркин (4)      | Денис Попыркин (4)      | Денис Попыркин (4)      | Георгий Свиридов            |
| 26 (292)        | 2 апреля 2010    | Елена Львова (1)         | Елена Львова (1)         | Елена Львова (1)         | Елена Львова (1)         | Александр Каплан (2)    | Александр Каплан (2)    | Александр Каплан (2)    | Александр Каплан (2)    | Алиса Шведова (1)       | Алиса Шведова (1)       | Алиса Шведова (1)       | Алиса Шведова (1)       | Людовик I Благочестивый     |
| 27 (293)        | 9 апреля 2010    | Камини Ахмад (2)         | Камини Ахмад (2)         | Камини Ахмад (2)         | Камини Ахмад (2)         | Иван Лазорин (5)        | Иван Лазорин (5)        | Иван Лазорин (5)        | Иван Лазорин (5)        | Вера Синотина (4)       | Вера Синотина (4)       | Вера Синотина (4)       | Вера Синотина (4)       | Александр Опекушин          |
| 28 (294)        | 16 апреля 2010   | Николай Бученков (5)     | Николай Бученков (5)     | Николай Бученков (5)     | Николай Бученков (5)     | Наталья Тен (6)         | Наталья Тен (6)         | Наталья Тен (6)         | Наталья Тен (6)         | Олег Рещиков (4)        | Олег Рещиков (4)        | Олег Рещиков (4)        | Олег Рещиков (4)        | Джон Голсуорси              |
| 29 (295)        | 23 апреля 2010   | Андрей Никулин (3)       | Андрей Никулин (3)       | Андрей Никулин (3)       | Андрей Никулин (3)       | Ольга Пахтусова (5)     | Ольга Пахтусова (5)     | Ольга Пахтусова (5)     | Ольга Пахтусова (5)     | Владислав Галицын (3)   | Владислав Галицын (3)   | Владислав Галицын (3)   | Владислав Галицын (3)   | Константин Богаевский       |
| 30 (296)        | 30 апреля 2010   | Сергей Шпак (6)          | Сергей Шпак (6)          | Сергей Шпак (6)          | Сергей Шпак (6)          | Елена Бридицкая (3)     | Елена Бридицкая (3)     | Елена Бридицкая (3)     | Елена Бридицкая (3)     | Павел Антонов (6)       | Павел Антонов (6)       | Павел Антонов (6)       | Павел Антонов (6)       | Вольфганг Амадей Моцарт     |
| 31 (297)        | 7 мая 2010       | Елена Рыбалко (4)        | Елена Рыбалко (4)        | Елена Рыбалко (4)        | Елена Рыбалко (4)        | Никита Савчук (6)       | Никита Савчук (6)       | Никита Савчук (6)       | Никита Савчук (6)       | Ольга Ерёмина (4)       | Ольга Ерёмина (4)       | Ольга Ерёмина (4)       | Ольга Ерёмина (4)       | Александр Беляев            |
| 32 (298)        | 14 мая 2010      | Вера Зотова (3)          | Вера Зотова (3)          | Вера Зотова (3)          | Вера Зотова (3)          | Галина Шатохина (2)     | Галина Шатохина (2)     | Галина Шатохина (2)     | Галина Шатохина (2)     | Виктор Виноградов (1)   | Виктор Виноградов (1)   | Виктор Виноградов (1)   | Виктор Виноградов (1)   | Алексей Михайлович          |
| Полуфиналы      |                  |                          |                          |                          |                          |                         |                         |                         |                         |                         |                         |                         |                         |                             |
| 33 (299)        | 21 мая 2010      | Олег Рещиков (0)         | Олег Рещиков (0)         | Олег Рещиков (0)         | Наталья Тен (3)          | Наталья Тен (3)         | Наталья Тен (3)         | Денис Попыркин (4)      | Денис Попыркин (4)      | Денис Попыркин (4)      | Сергей Шпак (4)         | Сергей Шпак (4)         | Сергей Шпак (4)         | Франсуа Рене де Шатобриан   |
| 34 (300)        | 28 мая 2010      | Андрей Чумаков (4)       | Андрей Чумаков (4)       | Андрей Чумаков (4)       | Ольга Пахтусова (4)      | Ольга Пахтусова (4)     | Ольга Пахтусова (4)     | Иван Лазорин (5)        | Иван Лазорин (5)        | Иван Лазорин (5)        | Николай Бученков (5)    | Николай Бученков (5)    | Николай Бученков (5)    | Арман Жан дю Плесси Ришельё |
| 35 (301)        | 4 июня 2010      | Никита Савчук (2)        | Никита Савчук (2)        | Никита Савчук (2)        | Вера Синотина (2)        | Вера Синотина (2)       | Вера Синотина (2)       | Павел Антонов (5)       | Павел Антонов (5)       | Павел Антонов (5)       | Александр Каширин (7)   | Александр Каширин (7)   | Александр Каширин (7)   | Пьер Корнель                |
| Финал           |                  |                          |                          |                          |                          |                         |                         |                         |                         |                         |                         |                         |                         |                             |
| 36 (302)        | 11 июня 2010     | Александр Каширин (7)    | Александр Каширин (7)    | Александр Каширин (7)    | Павел Антонов (5)        | Павел Антонов (5)       | Павел Антонов (5)       | Иван Лазорин (4)        | Иван Лазорин (4)        | Иван Лазорин (4)        | Ольга Пахтусова (5)     | Ольга Пахтусова (5)     | Ольга Пахтусова (5)     | Микеланджело Буонаротти     |

Общее число печатей финалистов за сезон:
- Александр Каширин — 28
- Павел Антонов — 19
- Иван Лазорин — 21
- Ольга Пахтусова — 21

Вне конкурса Павел Антонов и Александр Каширин поступают в РУДН. На стажировку во Францию отправляются Александр Каширин и Иван Лазорин.

### Десятый сезон (2010—2011)
| Выпуск          | Дата эфира       | Участники               | Участники               | Участники               | Участники               | Участники               | Участники               | Участники               | Участники               | Участники               | Участники               | Участники               | Участники               | Герой расследования                   |
| Отборочные игры | Отборочные игры  | Отборочные игры         | Отборочные игры         | Отборочные игры         | Отборочные игры         | Отборочные игры         | Отборочные игры         | Отборочные игры         | Отборочные игры         | Отборочные игры         | Отборочные игры         | Отборочные игры         | Отборочные игры         | Отборочные игры                       |
| --------------- | ---------------- | ----------------------- | ----------------------- | ----------------------- | ----------------------- | ----------------------- | ----------------------- | ----------------------- | ----------------------- | ----------------------- | ----------------------- | ----------------------- | ----------------------- | ------------------------------------- |
| 1 (303)         | 24 сентября 2010 | Игорь Петренко (2)      | Игорь Петренко (2)      | Игорь Петренко (2)      | Игорь Петренко (2)      | Наталья Наволоцкая (5)  | Наталья Наволоцкая (5)  | Наталья Наволоцкая (5)  | Наталья Наволоцкая (5)  | Сергей Богомолов (1)    | Сергей Богомолов (1)    | Сергей Богомолов (1)    | Сергей Богомолов (1)    | Антон Чехов                           |
| 2 (304)         | 1 октября 2010   | Андрей Чумаков (4)      | Андрей Чумаков (4)      | Андрей Чумаков (4)      | Андрей Чумаков (4)      | Анна Кириллова (5)      | Анна Кириллова (5)      | Анна Кириллова (5)      | Анна Кириллова (5)      | Александр Савосин (4)   | Александр Савосин (4)   | Александр Савосин (4)   | Александр Савосин (4)   | Фредерик Шопен                        |
| 3 (305)         | 8 октября 2010   | Асель Найманова (0)     | Асель Найманова (0)     | Асель Найманова (0)     | Асель Найманова (0)     | Мария Печёнова (0)      | Мария Печёнова (0)      | Мария Печёнова (0)      | Мария Печёнова (0)      | Артём Фадин (5)         | Артём Фадин (5)         | Артём Фадин (5)         | Артём Фадин (5)         | Иван Пущин                            |
| 4 (306)         | 15 октября 2010  | Екатерина Урусова (5)   | Екатерина Урусова (5)   | Екатерина Урусова (5)   | Екатерина Урусова (5)   | Фёдор Лисичко (4)       | Фёдор Лисичко (4)       | Фёдор Лисичко (4)       | Фёдор Лисичко (4)       | Сергей Федюкин (1)      | Сергей Федюкин (1)      | Сергей Федюкин (1)      | Сергей Федюкин (1)      | Андре Шенье                           |
| 5 (307)         | 22 октября 2010  | Дойна Скутельник (3)    | Дойна Скутельник (3)    | Дойна Скутельник (3)    | Дойна Скутельник (3)    | Владимир Иноземцев (4)  | Владимир Иноземцев (4)  | Владимир Иноземцев (4)  | Владимир Иноземцев (4)  | Никита Воробьёв (3)     | Никита Воробьёв (3)     | Никита Воробьёв (3)     | Никита Воробьёв (3)     | Аркадий Гайдар                        |
| 6 (308)         | 29 октября 2010  | Анастасия Минаева (6)   | Анастасия Минаева (6)   | Анастасия Минаева (6)   | Анастасия Минаева (6)   | Егор Локтев (2)         | Егор Локтев (2)         | Егор Локтев (2)         | Егор Локтев (2)         | Елена Андреева (3)      | Елена Андреева (3)      | Елена Андреева (3)      | Елена Андреева (3)      | Эмиль Золя                            |
| 7 (309)         | 12 ноября 2010   | Анастасия Ефимова (5)   | Анастасия Ефимова (5)   | Анастасия Ефимова (5)   | Анастасия Ефимова (5)   | Сергей Варламов (4)     | Сергей Варламов (4)     | Сергей Варламов (4)     | Сергей Варламов (4)     | Ольга Календарь (4)     | Ольга Календарь (4)     | Ольга Календарь (4)     | Ольга Календарь (4)     | Алексей Саврасов                      |
| 8 (310)         | 19 ноября 2010   | Ирина Петрова (5)       | Ирина Петрова (5)       | Ирина Петрова (5)       | Ирина Петрова (5)       | Сергей Гермогентов (2)  | Сергей Гермогентов (2)  | Сергей Гермогентов (2)  | Сергей Гермогентов (2)  | Анастасия Тимофеева (2) | Анастасия Тимофеева (2) | Анастасия Тимофеева (2) | Анастасия Тимофеева (2) | Карл Росси                            |
| 9 (311)         | 26 ноября 2010   | Евгений Гильцов (1)     | Евгений Гильцов (1)     | Евгений Гильцов (1)     | Евгений Гильцов (1)     | Яна Иванова (5)         | Яна Иванова (5)         | Яна Иванова (5)         | Яна Иванова (5)         | Дмитрий Горбатов (2)    | Дмитрий Горбатов (2)    | Дмитрий Горбатов (2)    | Дмитрий Горбатов (2)    | Е. И. Трубецкая                       |
| 10 (312)        | 3 декабря 2010   | Валерия Сотникова (1)   | Валерия Сотникова (1)   | Валерия Сотникова (1)   | Валерия Сотникова (1)   | Ольга Лапушкина (0)     | Ольга Лапушкина (0)     | Ольга Лапушкина (0)     | Ольга Лапушкина (0)     | Андрей Очеповский (7)   | Андрей Очеповский (7)   | Андрей Очеповский (7)   | Андрей Очеповский (7)   | Франсиско Гойя                        |
| 11 (313)        | 10 декабря 2010  | Сергей Зудиленков (3)   | Сергей Зудиленков (3)   | Сергей Зудиленков (3)   | Сергей Зудиленков (3)   | Евгения Кудинова (4)    | Евгения Кудинова (4)    | Евгения Кудинова (4)    | Евгения Кудинова (4)    | Глеб Преображенский (5) | Глеб Преображенский (5) | Глеб Преображенский (5) | Глеб Преображенский (5) | Иоганнес Брамс                        |
| 12 (314)        | 17 декабря 2010  | Роман Аугулис (3)       | Роман Аугулис (3)       | Роман Аугулис (3)       | Роман Аугулис (3)       | Анастасия Чурашкина (7) | Анастасия Чурашкина (7) | Анастасия Чурашкина (7) | Анастасия Чурашкина (7) | Даниил Кузнецов (2)     | Даниил Кузнецов (2)     | Даниил Кузнецов (2)     | Даниил Кузнецов (2)     | Даниил Хармс                          |
| 13 (315)        | 24 декабря 2010  | Юлия Орёл (3)           | Юлия Орёл (3)           | Юлия Орёл (3)           | Юлия Орёл (3)           | Мария Никитинская (5)   | Мария Никитинская (5)   | Мария Никитинская (5)   | Мария Никитинская (5)   | Егор Кляцкин (3)        | Егор Кляцкин (3)        | Егор Кляцкин (3)        | Егор Кляцкин (3)        | Бенвенуто Челлини                     |
| 14 (316)        | 14 января 2011   | Георгий Гловели (4)     | Георгий Гловели (4)     | Георгий Гловели (4)     | Георгий Гловели (4)     | Елена Валецкая          | Елена Валецкая          | Елена Валецкая          | Елена Валецкая          | Игорь Пчелинцев (4)     | Игорь Пчелинцев (4)     | Игорь Пчелинцев (4)     | Игорь Пчелинцев (4)     | Агата Кристи                          |
| 15 (317)        | 21 января 2011   | Владислав Гуреев (2)    | Владислав Гуреев (2)    | Владислав Гуреев (2)    | Владислав Гуреев (2)    | Кристи Шевкун (4)       | Кристи Шевкун (4)       | Кристи Шевкун (4)       | Кристи Шевкун (4)       | Арсений Балыбердин (5)  | Арсений Балыбердин (5)  | Арсений Балыбердин (5)  | Арсений Балыбердин (5)  | Николай Бердяев                       |
| 16 (318)        | 28 января 2011   | Мария Тарасова (3)      | Мария Тарасова (3)      | Мария Тарасова (3)      | Мария Тарасова (3)      | Кирилл Николаев (0)     | Кирилл Николаев (0)     | Кирилл Николаев (0)     | Кирилл Николаев (0)     | Гульназ Муллакаева (1)  | Гульназ Муллакаева (1)  | Гульназ Муллакаева (1)  | Гульназ Муллакаева (1)  | Михаил Салтыков-Щедрин                |
| 17 (319)        | 4 февраля 2011   | Анатолий Гребенюков (7) | Анатолий Гребенюков (7) | Анатолий Гребенюков (7) | Анатолий Гребенюков (7) | Александр Бученков (5)  | Александр Бученков (5)  | Александр Бученков (5)  | Александр Бученков (5)  | Георгий Усатенко (4)    | Георгий Усатенко (4)    | Георгий Усатенко (4)    | Георгий Усатенко (4)    | Эпикур                                |
| 18 (320)        | 11 февраля 2011  | Алина Смирнова (1)      | Алина Смирнова (1)      | Алина Смирнова (1)      | Алина Смирнова (1)      | Георгий Ющенко (7)      | Георгий Ющенко (7)      | Георгий Ющенко (7)      | Георгий Ющенко (7)      | Анна Тубан (0)          | Анна Тубан (0)          | Анна Тубан (0)          | Анна Тубан (0)          | Алексей Боголюбов                     |
| 19 (321)        | 18 февраля 2011  | Виктория Кузнецова (2)  | Виктория Кузнецова (2)  | Виктория Кузнецова (2)  | Виктория Кузнецова (2)  | Аркадий Кудрявцев (4)   | Аркадий Кудрявцев (4)   | Аркадий Кудрявцев (4)   | Аркадий Кудрявцев (4)   | Элина Чернышова (3)     | Элина Чернышова (3)     | Элина Чернышова (3)     | Элина Чернышова (3)     | Эдгар Аллан По                        |
| 20 (322)        | 25 февраля 2011  | Элеонора Баташева (3)   | Элеонора Баташева (3)   | Элеонора Баташева (3)   | Элеонора Баташева (3)   | Иван Зловедов (2)       | Иван Зловедов (2)       | Иван Зловедов (2)       | Иван Зловедов (2)       | Анастасия Ефименко (1)  | Анастасия Ефименко (1)  | Анастасия Ефименко (1)  | Анастасия Ефименко (1)  | Галина Уланова                        |
| 21 (323)        | 5 марта 2011     | Даниил Шумков (3)       | Даниил Шумков (3)       | Даниил Шумков (3)       | Даниил Шумков (3)       | Тамара Хупения (6)      | Тамара Хупения (6)      | Тамара Хупения (6)      | Тамара Хупения (6)      | Максим Кошкин (2)       | Максим Кошкин (2)       | Максим Кошкин (2)       | Максим Кошкин (2)       | Андре-Мари Ампер                      |
| 22 (324)        | 11 марта 2011    | Владислав Глазов (5)    | Владислав Глазов (5)    | Владислав Глазов (5)    | Владислав Глазов (5)    | Татьяна Каменец (0)     | Татьяна Каменец (0)     | Татьяна Каменец (0)     | Татьяна Каменец (0)     | Саид-Магомед Хасаев (2) | Саид-Магомед Хасаев (2) | Саид-Магомед Хасаев (2) | Саид-Магомед Хасаев (2) | Мария Фёдоровна (жена Александра III) |
| 23 (325)        | 18 марта 2011    | Сабина Арбиева (3)      | Сабина Арбиева (3)      | Сабина Арбиева (3)      | Сабина Арбиева (3)      | Никита Каштанов (4)     | Никита Каштанов (4)     | Никита Каштанов (4)     | Никита Каштанов (4)     | Дарья Данилова (4)      | Дарья Данилова (4)      | Дарья Данилова (4)      | Дарья Данилова (4)      | Сирано де Бержерак                    |
| 24 (326)        | 25 марта 2011    | Александр Коляда (2)    | Александр Коляда (2)    | Александр Коляда (2)    | Александр Коляда (2)    | Ярослав Ткачёв (3)      | Ярослав Ткачёв (3)      | Ярослав Ткачёв (3)      | Ярослав Ткачёв (3)      | Денис Ваганов (4)       | Денис Ваганов (4)       | Денис Ваганов (4)       | Денис Ваганов (4)       | Владимир Немирович-Данченко           |
| Четвертьфиналы  |                  |                         |                         |                         |                         |                         |                         |                         |                         |                         |                         |                         |                         |                                       |
| 25 (327)        | 1 апреля 2011    | Анатолий Гребенюков (2) | Анатолий Гребенюков (2) | Анатолий Гребенюков (2) | Глеб Преображенский (5) | Глеб Преображенский (5) | Глеб Преображенский (5) | Ирина Петрова (4)       | Ирина Петрова (4)       | Ирина Петрова (4)       | Арсений Балыбердин (4)  | Арсений Балыбердин (4)  | Арсений Балыбердин (4)  | Джузеппе Гарибальди                   |
| 26 (328)        | 8 апреля 2011    | Георгий Гловели (0)     | Георгий Гловели (0)     | Георгий Гловели (0)     | Георгий Гловели (0)     | Анастасия Чурашкина (1) | Анастасия Чурашкина (1) | Анастасия Чурашкина (1) | Анастасия Чурашкина (1) | Андрей Чумаков (3)      | Андрей Чумаков (3)      | Андрей Чумаков (3)      | Андрей Чумаков (3)      | Василий Поленов                       |
| 27 (329)        | 15 апреля 2011   | Александр Бученков (2)  | Александр Бученков (2)  | Александр Бученков (2)  | Александр Бученков (2)  | Ольга Календарь (3)     | Ольга Календарь (3)     | Ольга Календарь (3)     | Ольга Календарь (3)     | Сергей Варламов (6)     | Сергей Варламов (6)     | Сергей Варламов (6)     | Сергей Варламов (6)     | Никола Тесла                          |
| 28 (330)        | 22 апреля 2011   | Александр Савосин (3)   | Александр Савосин (3)   | Александр Савосин (3)   | Анастасия Минаева (3)   | Анастасия Минаева (3)   | Анастасия Минаева (3)   | Евгения Кудинова (2)    | Евгения Кудинова (2)    | Евгения Кудинова (2)    | Андрей Очеповский (6)   | Андрей Очеповский (6)   | Андрей Очеповский (6)   | Пётр Чаадаев                          |
| 29 (331)        | 29 апреля 2011   | Георгий Ющенко (4)      | Георгий Ющенко (4)      | Георгий Ющенко (4)      | Георгий Ющенко (4)      | Владимир Иноземцев (3)  | Владимир Иноземцев (3)  | Владимир Иноземцев (3)  | Владимир Иноземцев (3)  | Аркадий Кудрявцев (3)   | Аркадий Кудрявцев (3)   | Аркадий Кудрявцев (3)   | Аркадий Кудрявцев (3)   | Луи Армстронг                         |
| Полуфиналы      |                  |                         |                         |                         |                         |                         |                         |                         |                         |                         |                         |                         |                         |                                       |
| 30 (332)        | 6 мая 2011       | Георгий Ющенко (7)      | Георгий Ющенко (7)      | Георгий Ющенко (7)      | Георгий Ющенко (7)      | Сергей Варламов (7)     | Сергей Варламов (7)     | Сергей Варламов (7)     | Сергей Варламов (7)     | Андрей Очеповский (7)   | Андрей Очеповский (7)   | Андрей Очеповский (7)   | Андрей Очеповский (7)   | Фаддей Беллинсгаузен                  |
| 31 (333)        | 13 мая 2011      | Анастасия Минаева (4)   | Анастасия Минаева (4)   | Анастасия Минаева (4)   | Глеб Преображенский (2) | Глеб Преображенский (2) | Глеб Преображенский (2) | Владимир Иноземцев (2)  | Владимир Иноземцев (2)  | Владимир Иноземцев (2)  | Арсений Балыбердин (3)  | Арсений Балыбердин (3)  | Арсений Балыбердин (3)  | Франц Шуберт                          |
| 32 (334)        | 20 мая 2011      | Ольга Календарь (1)     | Ольга Календарь (1)     | Ольга Календарь (1)     | Ольга Календарь (1)     | Аркадий Кудрявцев (4)   | Аркадий Кудрявцев (4)   | Аркадий Кудрявцев (4)   | Аркадий Кудрявцев (4)   | Ирина Петрова (2)       | Ирина Петрова (2)       | Ирина Петрова (2)       | Ирина Петрова (2)       | Октавиан Август                       |
| Финал           |                  |                         |                         |                         |                         |                         |                         |                         |                         |                         |                         |                         |                         |                                       |
| 33 (335)        | 27 мая 2011      | Георгий Ющенко (1)      | Георгий Ющенко (1)      | Георгий Ющенко (1)      | Глеб Преображенский (5) | Глеб Преображенский (5) | Глеб Преображенский (5) | Сергей Варламов (3)     | Сергей Варламов (3)     | Сергей Варламов (3)     | Андрей Очеповский (3)   | Андрей Очеповский (3)   | Андрей Очеповский (3)   | Исаак Левитан                         |

Общее число печатей финалистов за сезон:
- Георгий Ющенко — 19
- Глеб Преображенский — 17
- Сергей Варламов — 20
- Андрей Очеповский — 23

Вне конкурса Глеб Преображенский, Сергей Варламов и Андрей Очеповский поступают в РУДН.

### Одиннадцатый сезон (2011)
| Выпуск          | Дата эфира       | Участники              | Участники              | Участники              | Участники                  | Участники                  | Участники                  | Участники               | Участники               | Участники               | Участники              | Участники              | Участники              | Герой расследования  |
| Отборочные игры | Отборочные игры  | Отборочные игры        | Отборочные игры        | Отборочные игры        | Отборочные игры            | Отборочные игры            | Отборочные игры            | Отборочные игры         | Отборочные игры         | Отборочные игры         | Отборочные игры        | Отборочные игры        | Отборочные игры        | Отборочные игры      |
| --------------- | ---------------- | ---------------------- | ---------------------- | ---------------------- | -------------------------- | -------------------------- | -------------------------- | ----------------------- | ----------------------- | ----------------------- | ---------------------- | ---------------------- | ---------------------- | -------------------- |
| 1 (336)         | 23 сентября 2011 | Ольга Календарь (6)    | Ольга Календарь (6)    | Ольга Календарь (6)    | Роман Аугулис (6)          | Роман Аугулис (6)          | Роман Аугулис (6)          | Мария Никитинская (7)   | Мария Никитинская (7)   | Мария Никитинская (7)   | Александр Савосин (5)  | Александр Савосин (5)  | Александр Савосин (5)  | Лоренцо Медичи       |
| 2 (337)         | 30 сентября 2011 | Мария Тарасова (3)     | Мария Тарасова (3)     | Мария Тарасова (3)     | Дмитрий Чистяков (6)       | Дмитрий Чистяков (6)       | Дмитрий Чистяков (6)       | Анна Кириллова (5)      | Анна Кириллова (5)      | Анна Кириллова (5)      | Сергей Гермогентов (4) | Сергей Гермогентов (4) | Сергей Гермогентов (4) | Александр Островский |
| 3 (338)         | 7 октября 2011   | Назели Авалян (1)      | Назели Авалян (1)      | Назели Авалян (1)      | Алексей Ромахов (3)        | Алексей Ромахов (3)        | Алексей Ромахов (3)        | Анастасия Устругова (4) | Анастасия Устругова (4) | Анастасия Устругова (4) | Арсений Балыбердин (5) | Арсений Балыбердин (5) | Арсений Балыбердин (5) | Томмазо Кампанелла   |
| 4 (339)         | 14 октября 2011  | Дарья Селивёрстова (2) | Дарья Селивёрстова (2) | Дарья Селивёрстова (2) | Александра Касаткина (3)   | Александра Касаткина (3)   | Александра Касаткина (3)   | Анастасия Косихина (3)  | Анастасия Косихина (3)  | Анастасия Косихина (3)  | Игорь Пчелинцев (5)    | Игорь Пчелинцев (5)    | Игорь Пчелинцев (5)    | Александр Сумароков  |
| 5 (340)         | 21 октября 2011  | Любовь Кабанова (4)    | Любовь Кабанова (4)    | Любовь Кабанова (4)    | Анастасия Мирошниченко (2) | Анастасия Мирошниченко (2) | Анастасия Мирошниченко (2) | Роман Тихомиров (4)     | Роман Тихомиров (4)     | Роман Тихомиров (4)     | Сония Сафиуллина (3)   | Сония Сафиуллина (3)   | Сония Сафиуллина (3)   | Олег Лундстрем       |
| 6 (341)         | 28 октября 2011  | Полина Мотузенко (5)   | Полина Мотузенко (5)   | Полина Мотузенко (5)   | Георгий Ющенко (5)         | Георгий Ющенко (5)         | Георгий Ющенко (5)         | Виктория Малахова (2)   | Виктория Малахова (2)   | Виктория Малахова (2)   | Даниил Шумков (4)      | Даниил Шумков (4)      | Даниил Шумков (4)      | Фернандель           |
| 7 (342)         | 11 ноября 2011   | Тамара Кан (2)         | Тамара Кан (2)         | Тамара Кан (2)         | Георгий Усатенко (3)       | Георгий Усатенко (3)       | Георгий Усатенко (3)       | Алла Баркова (3)        | Алла Баркова (3)        | Алла Баркова (3)        | Кирилл Никольский (6)  | Кирилл Никольский (6)  | Кирилл Никольский (6)  | Сальваторе Квазимодо |
| Четвертьфиналы  |                  |                        |                        |                        |                            |                            |                            |                         |                         |                         |                        |                        |                        |                      |
| 8 (343)         | 18 ноября 2011   | Сергей Гермогентов (6) | Сергей Гермогентов (6) | Сергей Гермогентов (6) | Ольга Календарь (6)        | Ольга Календарь (6)        | Ольга Календарь (6)        | Александр Савосин (6)   | Александр Савосин (6)   | Александр Савосин (6)   | Дмитрий Чистяков (7)   | Дмитрий Чистяков (7)   | Дмитрий Чистяков (7)   | Анна Керн            |
| 9 (344)         | 25 ноября 2011   | Полина Мотузенко (4)   | Полина Мотузенко (4)   | Полина Мотузенко (4)   | Роман Аугулис (5)          | Роман Аугулис (5)          | Роман Аугулис (5)          | Мария Никитинская (4)   | Мария Никитинская (4)   | Мария Никитинская (4)   | Даниил Шумков (5)      | Даниил Шумков (5)      | Даниил Шумков (5)      | Эммануил Казакевич   |
| 10 (345)        | 2 декабря 2011   | Георгий Ющенко (5)     | Георгий Ющенко (5)     | Георгий Ющенко (5)     | …                          | …                          | …                          | …                       | …                       | …                       | Кирилл Никольский (6)  | Кирилл Никольский (6)  | Кирилл Никольский (6)  | Герман Гессе         |
| Полуфиналы      |                  |                        |                        |                        |                            |                            |                            |                         |                         |                         |                        |                        |                        |                      |
| 11 (346)        | 9 декабря 2011   | Мария Никитинская (2)  | Мария Никитинская (2)  | Мария Никитинская (2)  | Георгий Ющенко (3)         | Георгий Ющенко (3)         | Георгий Ющенко (3)         | Роман Аугулис (1)       | Роман Аугулис (1)       | Роман Аугулис (1)       | Александр Савосин (0)  | Александр Савосин (0)  | Александр Савосин (0)  | Борис Кустодиев      |
| 12 (347)        | 16 декабря 2011  | Ольга Календарь (5)    | Ольга Календарь (5)    | Ольга Календарь (5)    | Даниил Шумков (5)          | Даниил Шумков (5)          | Даниил Шумков (5)          | Сергей Гермогентов (3)  | Сергей Гермогентов (3)  | Сергей Гермогентов (3)  | Кирилл Никольский (6)  | Кирилл Никольский (6)  | Кирилл Никольский (6)  | Игорь Грабарь        |
| Финал           |                  |                        |                        |                        |                            |                            |                            |                         |                         |                         |                        |                        |                        |                      |
| 13 (348)        | 23 декабря 2011  | Ольга Календарь (3)    | Ольга Календарь (3)    | Ольга Календарь (3)    | Ольга Календарь (3)        | Даниил Шумков (3)          | Даниил Шумков (3)          | Даниил Шумков (3)       | Даниил Шумков (3)       | Кирилл Никольский (4)   | Кирилл Никольский (4)  | Кирилл Никольский (4)  | Кирилл Никольский (4)  | Павел Флоренский     |

Общее число печатей финалистов за сезон:
- Ольга Календарь — 20
- Даниил Шумков — 17
- Кирилл Никольский — 21

Право на поступление в РУДН получает Кирилл Никольский.

### Двенадцатый сезон (2012)
| Выпуск          | Дата эфира      | Участники            | Участники            | Участники            | Участники            | Участники            | Участники            | Участники            | Участники            | Участники            | Участники            | Участники            | Участники            | Герой расследования      |
| Отборочные игры | Отборочные игры | Отборочные игры      | Отборочные игры      | Отборочные игры      | Отборочные игры      | Отборочные игры      | Отборочные игры      | Отборочные игры      | Отборочные игры      | Отборочные игры      | Отборочные игры      | Отборочные игры      | Отборочные игры      | Отборочные игры          |
| --------------- | --------------- | -------------------- | -------------------- | -------------------- | -------------------- | -------------------- | -------------------- | -------------------- | -------------------- | -------------------- | -------------------- | -------------------- | -------------------- | ------------------------ |
| 1 (349)         | 16 марта 2012   | Ксения Мошкина (5)   | Ксения Мошкина (5)   | Ксения Мошкина (5)   | Ксения Мошкина (5)   | Анна Сапежинская (3) | Анна Сапежинская (3) | Анна Сапежинская (3) | Анна Сапежинская (3) | Дмитрий Чистяков (4) | Дмитрий Чистяков (4) | Дмитрий Чистяков (4) | Дмитрий Чистяков (4) | Николай Римский-Корсаков |
| 2 (350)         | 23 марта 2012   | …                    | …                    | …                    | …                    | …                    | …                    | …                    | …                    | Даниил Ангел (5)     | Даниил Ангел (5)     | Даниил Ангел (5)     | Даниил Ангел (5)     | Константин Циолковский   |
| 3 (351)         | 30 марта 2012   | Евгения Старцева (4) | Евгения Старцева (4) | Евгения Старцева (4) | Евгения Старцева (4) | Иоанн Демидов (6)    | Иоанн Демидов (6)    | Иоанн Демидов (6)    | Иоанн Демидов (6)    | …                    | …                    | …                    | …                    | Александр I              |
| 4 (352)         | 6 апреля 2012   | Яна Шарипова (4)     | Яна Шарипова (4)     | Яна Шарипова (4)     | Яна Шарипова (4)     | Глеб Колганов (5)    | Глеб Колганов (5)    | Глеб Колганов (5)    | Глеб Колганов (5)    | …                    | …                    | …                    | …                    | Джеймс Барри             |
| 5 (353)         | 13 апреля 2012  | Мария Валеева (3)    | Мария Валеева (3)    | Мария Валеева (3)    | Мария Валеева (3)    | …                    | …                    | …                    | …                    | …                    | …                    | …                    | …                    | Октавиан Август          |
| Четвертьфиналы  |                 |                      |                      |                      |                      |                      |                      |                      |                      |                      |                      |                      |                      |                          |
| 6 (354)         | 20 апреля 2012  | Ксения Мошкина (4)   | Ксения Мошкина (4)   | Ксения Мошкина (4)   | Ксения Мошкина (4)   | Иоанн Демидов (2)    | Иоанн Демидов (2)    | Иоанн Демидов (2)    | Иоанн Демидов (2)    | Яна Шарипова (2)     | Яна Шарипова (2)     | Яна Шарипова (2)     | Яна Шарипова (2)     | Екатерина Дашкова        |
| 7 (355)         | 27 апреля 2012  | Мария Валеева (4)    | Мария Валеева (4)    | Мария Валеева (4)    | Мария Валеева (4)    | Глеб Колганов (4)    | Глеб Колганов (4)    | Глеб Колганов (4)    | Глеб Колганов (4)    | Даниил Ангел (5)     | Даниил Ангел (5)     | Даниил Ангел (5)     | Даниил Ангел (5)     | Блез Паскаль             |
| 8 (356)         | 18 мая 2012     | …                    | …                    | …                    | …                    | …                    | …                    | …                    | …                    | Евгения Старцева (5) | Евгения Старцева (5) | Евгения Старцева (5) | Евгения Старцева (5) | Уильям Блейк             |
| Полуфиналы      |                 |                      |                      |                      |                      |                      |                      |                      |                      |                      |                      |                      |                      |                          |
| 9 (357)         | 25 мая 2012     | …                    | …                    | …                    | …                    | …                    | …                    | …                    | …                    | Даниил Ангел (5)     | Даниил Ангел (5)     | Даниил Ангел (5)     | Даниил Ангел (5)     | Людвиг ван Бетховен      |
| 10 (358)        | 31 мая 2012     | Евгения Старцева (5) | Евгения Старцева (5) | Евгения Старцева (5) | Евгения Старцева (5) | Иоанн Демидов (5)    | Иоанн Демидов (5)    | Иоанн Демидов (5)    | Иоанн Демидов (5)    | Глеб Колганов (5)    | Глеб Колганов (5)    | Глеб Колганов (5)    | Глеб Колганов (5)    | Христофор Колумб         |
| Финал           |                 |                      |                      |                      |                      |                      |                      |                      |                      |                      |                      |                      |                      |                          |
| 11 (359)        | 9 июня 2012     | Евгения Старцева (1) | Евгения Старцева (1) | Евгения Старцева (1) | Евгения Старцева (1) | Иоанн Демидов (2)    | Иоанн Демидов (2)    | Иоанн Демидов (2)    | Иоанн Демидов (2)    | Даниил Ангел (4)     | Даниил Ангел (4)     | Даниил Ангел (4)     | Даниил Ангел (4)     | Михаил Кутузов           |

Общее число печатей финалистов за сезон:
- Евгения Старцева — 15
- Иоанн Демидов — 15
- Даниил Ангел — 19

Право на поступление в РУДН получает Даниил Ангел.

### Тринадцатый сезон (2012—2013)
| Выпуск          | Дата эфира       | Участники             | Участники             | Участники             | Участники           | Участники             | Участники             | Участники             | Участники             | Участники            | Участники            | Участники            | Участники            | Герой расследования       |
| Отборочные игры | Отборочные игры  | Отборочные игры       | Отборочные игры       | Отборочные игры       | Отборочные игры     | Отборочные игры       | Отборочные игры       | Отборочные игры       | Отборочные игры       | Отборочные игры      | Отборочные игры      | Отборочные игры      | Отборочные игры      | Отборочные игры           |
| --------------- | ---------------- | --------------------- | --------------------- | --------------------- | ------------------- | --------------------- | --------------------- | --------------------- | --------------------- | -------------------- | -------------------- | -------------------- | -------------------- | ------------------------- |
| 1 (360)         | 7 сентября 2012  | Ксения Мошкина (6)    | Ксения Мошкина (6)    | Ксения Мошкина (6)    | Ксения Мошкина (6)  | Тимур Нарметов (5)    | Тимур Нарметов (5)    | Тимур Нарметов (5)    | Тимур Нарметов (5)    | Алина Годя (4)       | Алина Годя (4)       | Алина Годя (4)       | Алина Годя (4)       | Пётр I                    |
| 2 (361)         | 14 сентября 2012 | Юлия Пыльнова (3)     | Юлия Пыльнова (3)     | Юлия Пыльнова (3)     | Юлия Пыльнова (3)   | Овсеп Мелконян (5)    | Овсеп Мелконян (5)    | Овсеп Мелконян (5)    | Овсеп Мелконян (5)    | Елизавета Ханина (5) | Елизавета Ханина (5) | Елизавета Ханина (5) | Елизавета Ханина (5) | Иоганн Вольфганг фон Гёте |
| 3 (362)         | 21 сентября 2012 | …                     | …                     | …                     | …                   | …                     | …                     | …                     | …                     | …                    | …                    | …                    | …                    | …                         |
| 4 (363)         | 28 сентября 2012 | …                     | …                     | …                     | …                   | …                     | …                     | …                     | …                     | …                    | …                    | …                    | …                    | …                         |
| 5 (364)         | 5 октября 2012   | …                     | …                     | …                     | …                   | …                     | …                     | …                     | …                     | …                    | …                    | …                    | …                    | …                         |
| 6 (365)         | 12 октября 2012  | …                     | …                     | …                     | …                   | …                     | …                     | …                     | …                     | …                    | …                    | …                    | …                    | …                         |
| 7 (366)         | 19 октября 2012  | …                     | …                     | …                     | …                   | …                     | …                     | …                     | …                     | …                    | …                    | …                    | …                    | …                         |
| 8 (367)         | 26 октября 2012  | …                     | …                     | …                     | …                   | …                     | …                     | …                     | …                     | …                    | …                    | …                    | …                    | …                         |
| 9 (368)         | 2 ноября 2012    | …                     | …                     | …                     | …                   | …                     | …                     | …                     | …                     | …                    | …                    | …                    | …                    | …                         |
| 10 (369)        | 9 ноября 2012    | …                     | …                     | …                     | …                   | …                     | …                     | …                     | …                     | …                    | …                    | …                    | …                    | …                         |
| 11 (370)        | 16 ноября 2012   | …                     | …                     | …                     | …                   | …                     | …                     | …                     | …                     | …                    | …                    | …                    | …                    | …                         |
| 12 (371)        | 23 ноября 2012   | …                     | …                     | …                     | …                   | …                     | …                     | …                     | …                     | …                    | …                    | …                    | …                    | …                         |
| 13 (372)        | 30 ноября 2012   | …                     | …                     | …                     | …                   | …                     | …                     | …                     | …                     | …                    | …                    | …                    | …                    | …                         |
| 14 (373)        | 7 декабря 2012   | …                     | …                     | …                     | …                   | …                     | …                     | …                     | …                     | …                    | …                    | …                    | …                    | …                         |
| 15 (374)        | 14 декабря 2012  | …                     | …                     | …                     | …                   | …                     | …                     | …                     | …                     | …                    | …                    | …                    | …                    | …                         |
| 16 (375)        | 21 декабря 2012  | …                     | …                     | …                     | …                   | …                     | …                     | …                     | …                     | …                    | …                    | …                    | …                    | …                         |
| 17 (376)        | 28 декабря 2012  | …                     | …                     | …                     | …                   | …                     | …                     | …                     | …                     | …                    | …                    | …                    | …                    | …                         |
| 18 (377)        | 18 января 2013   | …                     | …                     | …                     | …                   | …                     | …                     | …                     | …                     | …                    | …                    | …                    | …                    | …                         |
| 19 (378)        | 25 января 2013   | …                     | …                     | …                     | …                   | …                     | …                     | …                     | …                     | …                    | …                    | …                    | …                    | …                         |
| 20 (379)        | 1 февраля 2013   | …                     | …                     | …                     | …                   | …                     | …                     | …                     | …                     | …                    | …                    | …                    | …                    | …                         |
| 21 (380)        | 8 февраля 2013   | …                     | …                     | …                     | …                   | …                     | …                     | …                     | …                     | …                    | …                    | …                    | …                    | …                         |
| 22 (381)        | 15 февраля 2013  | …                     | …                     | …                     | …                   | …                     | …                     | …                     | …                     | …                    | …                    | …                    | …                    | …                         |
| 23 (382)        | 22 февраля 2013  | …                     | …                     | …                     | …                   | …                     | …                     | …                     | …                     | …                    | …                    | …                    | …                    | …                         |
| 24 (383)        | 1 марта 2013     | …                     | …                     | …                     | …                   | …                     | …                     | …                     | …                     | …                    | …                    | …                    | …                    | …                         |
| 25 (384)        | 15 марта 2013    | …                     | …                     | …                     | …                   | …                     | …                     | …                     | …                     | …                    | …                    | …                    | …                    | …                         |
| 26 (385)        | 22 марта 2013    | …                     | …                     | …                     | …                   | …                     | …                     | …                     | …                     | …                    | …                    | …                    | …                    | …                         |
| 27 (386)        | 29 марта 2013    | …                     | …                     | …                     | …                   | …                     | …                     | …                     | …                     | …                    | …                    | …                    | …                    | …                         |
| Четвертьфиналы  |                  |                       |                       |                       |                     |                       |                       |                       |                       |                      |                      |                      |                      |                           |
| 28 (387)        | 5 апреля 2013    | Овсеп Мелконян (6)    | Овсеп Мелконян (6)    | Овсеп Мелконян (6)    | Овсеп Мелконян (6)  | Михаил Велигжанин (5) | Михаил Велигжанин (5) | Михаил Велигжанин (5) | Михаил Велигжанин (5) | Игорь Леонов (4)     | Игорь Леонов (4)     | Игорь Леонов (4)     | Игорь Леонов (4)     | Александр фон Гумбольдт   |
| 29 (388)        | 12 апреля 2013   | …                     | …                     | …                     | …                   | …                     | …                     | …                     | …                     | …                    | …                    | …                    | …                    | …                         |
| 30 (389)        | 19 апреля 2013   | …                     | …                     | …                     | …                   | …                     | …                     | …                     | …                     | …                    | …                    | …                    | …                    | …                         |
| 31 (390)        | 26 апреля 2013   | …                     | …                     | …                     | …                   | …                     | …                     | …                     | …                     | …                    | …                    | …                    | …                    | …                         |
| 32 (391)        | 3 мая 2013       | …                     | …                     | …                     | …                   | …                     | …                     | …                     | …                     | …                    | …                    | …                    | …                    | …                         |
| 33 (392)        | 10 мая 2013      | …                     | …                     | …                     | …                   | …                     | …                     | …                     | …                     | …                    | …                    | …                    | …                    | …                         |
| 34 (393)        | 17 мая 2013      | …                     | …                     | …                     | …                   | …                     | …                     | …                     | …                     | …                    | …                    | …                    | …                    | …                         |
| 35 (394)        | 24 мая 2013      | …                     | …                     | …                     | …                   | …                     | …                     | …                     | …                     | …                    | …                    | …                    | …                    | …                         |
| 36 (395)        | 31 мая 2013      | …                     | …                     | …                     | …                   | …                     | …                     | …                     | …                     | …                    | …                    | …                    | …                    | …                         |
| Полуфиналы      |                  |                       |                       |                       |                     |                       |                       |                       |                       |                      |                      |                      |                      |                           |
| 37 (396)        | 7 июня 2013      | …                     | …                     | …                     | …                   | …                     | …                     | …                     | …                     | …                    | …                    | …                    | …                    | …                         |
| 38 (397)        | 14 июня 2013     | …                     | …                     | …                     | …                   | …                     | …                     | …                     | …                     | …                    | …                    | …                    | …                    | …                         |
| 39 (398)        | 21 июня 2013     | …                     | …                     | …                     | …                   | …                     | …                     | …                     | …                     | …                    | …                    | …                    | …                    | …                         |
| Финал           |                  |                       |                       |                       |                     |                       |                       |                       |                       |                      |                      |                      |                      |                           |
| 40 (399)        | 28 июня 2013     | Галина Плотникова (3) | Галина Плотникова (3) | Галина Плотникова (3) | Дмитрий Антипин (2) | Дмитрий Антипин (2)   | Дмитрий Антипин (2)   | Ксения Мошкина (5)    | Ксения Мошкина (5)    | Ксения Мошкина (5)   | Глеб Колганов (3)    | Глеб Колганов (3)    | Глеб Колганов (3)    | Гавриил Державин          |

Общее число печатей финалистов за сезон:
- Галина Плотникова — 21
- Дмитрий Антипин — 21
- Ксения Мошкина — 18
- Глеб Колганов — 15

С учётом участия в предыдущем сезоне право на поступление в РУДН получает Ксения Мошкина.

## Ведущие
- Первым ведущим с 5 ноября 2001 по 26 декабря 2008 года был Виктор Кряковцев.
- С 6 февраля 2009 по 23 декабря 2011 года передачу вёл Олег Мосалёв, сменивший на этом посту Виктора Кряковцева.
- В 2012 году передача возобновилась на канале «Карусель», где выходила с 16 марта 2012 по 28 июня 2013 года с новой ведущей Татьяной Савиной и архивариусом Олегом Мосалёвым.

## Награды и номинации
- ТЭФИ-2005 в номинации «Телевизионная игра»[2]
- ТЭФИ-2010 в номинации «Программа для детей и юношества»[3]
- Номинант ТЭФИ-2004 в категории «Телевизионная игра»
- Финалист ТЭФИ-2006 в номинации «Программа для детей»[4]
- Номинант ТЭФИ-2007
- Виктор Кряковцев — финалист ТЭФИ-2005 в номинации «Ведущий телевизионной игры»[5]